# 1960
| [ Edytuj tabelę ]                                                | |
| Przewodniczący Rady Państwa                                      | - 1952 Aleksander Zawadzki 1964 |
| Premier Polski                                                   | - 1954 Józef Cyrankiewicz 1970 |
| Prezydent Polski na uchodźstwie                                  | - 1947 August Zaleski 1972 |
| Premier rządu RP na uchodźstwie                                  | - 1955 Antoni Pająk 1965 |
| I sekretarz KC PZPR                                              | - 1956 Władysław Gomułka 1970 |
| Król Afganistanu                                                 | - 1933 Mohammad Zaher Szah 1973 |
| Premier Afganistanu                                              | - 1953 Mohammad Daud Chan 1963 |
| Przywódca Albanii                                                | - 1944 Enver Hoxha 1985 |
| Premier Albanii                                                  | - 1954 Mehmet Shehu 1981 |
| Współksiążęta Andory                                             | - 1943 Ramón Iglesias i Navarri 1969 - 1959 Charles de Gaulle 1969                                                                   |
| Król Arabii Saudyjskiej                                          | - 1953 Su’ud ibn Abd al-Aziz Al Su’ud 1964                                                                                           |
| Prezydent Argentyny                                              | - 1958 Arturo Frondizi 1962 |
| Premier Australii                                                | - 1949 Robert Menzies 1966 |
| Prezydent Austrii                                                | - 1957 Adolf Schärf 1965 |
| Kanclerz Austrii                                                 | - 1953 Julius Raab 1961 |
| Prezydent Birmy                                                  | - 1957 Win Maung 1962 |
| Premier Birmy                                                    | - 1958 Ne Win 1960 - 1960 U Nu 1962                                                                                                  |
| Król Belgów                                                      | - 1951 Baudouin 1993 |
| Premier Belgii                                                   | - 1958 Gaston Eyskens 1961 |
| Prezydent Beninu                                                 | - 1960 Hubert Maga 1963 |
| Król Bhutanu                                                     | - 1952 Jigme Dorji Wangchuck 1972 |
| Premier Bhutanu                                                  | - 1952 Jigme Palden Dorji 1964 |
| Prezydent Boliwii                                                | - 1956 Hernán Siles Zuazo 1960 - 1960 Víctor Paz Estenssoro 1964                                                                     |
| Prezydent Brazylii                                               | - 1956 Juscelino Kubitschek 1961 |
| Sułtan Brunei                                                    | - 1950 Omar Ali Saifuddien III 1967                                                                                                  |
| Przywódca Bułgarii                                               | - 1954 Todor Żiwkow 1989 |
| Premier Bułgarii                                                 | - 1956 Anton Jugow 1962 |
| Prezydent Chile                                                  | - 1958 Jorge Alessandri 1964 |
| Przewodniczący ChRL                                              | - 1959 Liu Shaoqi 1968 |
| Premier Chin                                                     | - 1949 Zhou Enlai 1976 |
| Prezydent Cypru                                                  | - 1960 Michail Muskos 1974 |
| Prezydent Czadu                                                  | - 1960 François Tombalbaye 1975 |
| Premier Czadu                                                    | - 1959 François Tombalbaye 1960 - 1960 urząd zniesiony 1978                                                                          |
| Prezydent Czechosłowacji                                         | - 1957 Antonín Novotný 1968 |
| Premier Czechosłowacji                                           | - 1953 Viliam Široký 1963 |
| Król Danii                                                       | - 1947 Fryderyk IX 1972 |
| Premier Danii                                                    | - 1955 Hans Christian Hansen 1960 - 1960 Viggo Kampmann 1962                                                                         |
| Prezydent DR Konga                                               | - 1960 Joseph Kasavubu 1965 |
| Dalajlama                                                        | - 1940 Tenzin Gjaco |
| Prezydent Dominikany                                             | - 1952 Héctor Trujillo 1960 - 1960 Joaquín Balaguer 1962                                                                             |
| Premier Egiptu                                                   | - 1954 Gamal Abdel Naser 1961 - 1958 Nur ad-Din Tarraf 1960 - 1960 Kamal ad-Din Husajn 1961                                          |
| Prezydent Ekwadoru                                               | - 1956 Camilo Ponce Enríquez 1960 - 1960 José María Velasco Ibarra 1961                                                              |
| Cesarz Etiopii                                                   | - 1941 Hajle Syllasje 1974 |
| Premier Etiopii                                                  | - 1957 Abbebe Aregaj 1960 - 1960 Ymru Hajle Syllasje 1960 - 1960 wakat 1961                                                          |
| Przew. Komisji Europejskiej                                      | - 1958 Walter Hallstein (Niemcy) 1967                                                                                                |
| Prezydent Filipin                                                | - 1957 Carlos Garcia 1961 |
| Prezydent Finlandii                                              | - 1956 Urho Kekkonen 1981 |
| Premier Finlandii                                                | - 1959 Jussi Sukselainen 1961 |
| Prezydent Francji                                                | - 1959 Charles de Gaulle 1969 |
| Premier Francji                                                  | - 1959 Michel Debré 1962 |
| Prezydent Gabonu                                                 | - 1960 Léon M’ba 1964 |
| Premier Gabonu                                                   | - 1960 Léon M’ba 1961 |
| Prezydent Ghany                                                  | - 1960 Kwame Nkrumah 1966 |
| Prezydent Górnej Wolty                                           | - 1960 Maurice Yaméogo 1966 |
| Król Grecji                                                      | - 1947 Paweł I 1964 |
| Premier Grecji                                                   | - 1958 Konstandinos Karamanlis 1961                                                                                                  |
| Prezydent Gwatemali                                              | - 1958 Miguel Ydígoras Fuentes 1963                                                                                                  |
| Prezydent Gwinei                                                 | - 1958 Ahmed Sekou Touré 1984 |
| Prezydent Haiti                                                  | - 1957 François Duvalier 1971 |
| Regent Hiszpanii                                                 | - 1947 Francisco Franco 1975 |
| Premier Hiszpanii                                                | - 1939 Francisco Franco 1973 |
| Król Holandii                                                    | - 1948 Juliana 1980 |
| Premier Holandii                                                 | - 1959 Jan de Quay 1963 |
| Prezydent Hondurasu                                              | - 1957 José Ramón Villeda Morales 1963                                                                                               |
| Szach Iranu                                                      | - 1941 Mohammad Reza Pahlawi 1979 |
| Premier Iranu                                                    | - 1957 Manuczehr Eghbal 1960 - 1960 Dżafar Szarif-Emami 1961                                                                         |
| Prezydent Iraku                                                  | - 1958 Muhammad Nadżib ar-Rubaji 1963                                                                                                |
| Premier Iraku                                                    | - 1958 Abd al-Karim Kasim 1963 |
| Prezydent Indii                                                  | - 1950 Rajendra Prasad 1962 |
| Premier Indii                                                    | - 1947 Jawaharlal Nehru 1964 |
| Prezydent Indonezji                                              | - 1945 Sukarno 1967 |
| Prezydent Irlandii                                               | - 1959 Éamon de Valera 1973 |
| Premier Irlandii                                                 | - 1959 Seán Lemass 1966 |
| Prezydent Islandii                                               | - 1952 Ásgeir Ásgeirsson 1968 |
| Premier Islandii                                                 | - 1959 Ólafur Thors 1961 |
| Prezydent Izraela                                                | - 1952 Jicchak Ben Cewi 1963 |
| Premier Izraela                                                  | - 1955 Dawid Ben Gurion 1963 |
| Cesarz Japonii                                                   | - 1926 Hirohito 1989 |
| Premier Japonii                                                  | - 1957 Nobusuke Kishi 1960 - 1960 Hayato Ikeda 1964                                                                                  |
| Król Jordanii                                                    | - 1952 Husajn 1999 |
| Premier Jordanii                                                 | - 1959 Hazza al-Madżali 1960 - 1960 Bahdżat at-Talhuni 1962                                                                          |
| Prezydent Jugosławii                                             | - 1953 Josip Broz Tito 1980 |
| Premier Jugosławii                                               | - 1945 Josip Broz Tito 1963 |
| Król Kambodży                                                    | - 1955 Norodom Suramarit 1960 - 1960 Sisowath Kossamak (ceremonialna głowa państwa) 1970 - 1960 Norodom Sihanouk (szef państwa) 1970 |
| Premier Kambodży                                                 | - 1958 Norodom Sihanouk 1960 - 1960 Pho Proeung 1961                                                                                 |
| Prezydent Kamerunu                                               | - 1960 Ahmadou Ahidjo 1982 |
| Premier Kanady                                                   | - 1957 John Diefenbaker 1963 |
| Emir Kataru                                                      | - 1960 Ali ibn Abd Allah Al Sani 1971                                                                                                |
| Prezydent Kolumbii                                               | - 1958 Alberto Lleras Camargo 1962                                                                                                   |
| Prezydent Konga                                                  | - 1960 Fulbert Youlou 1963 |
| Patriarcha Konstantynopola                                       | - 1948 Atenagoras I 1972 |
| Prezydent Korei Południowej                                      | - 1948 Rhee Syng-man 1960 - 1960 Yun Bo-seon 1962                                                                                    |
| Premier Korei Południowej                                        | - 1960 Ho Chong 1960 - 1960 Chang Myon 1961                                                                                          |
| Premier KRLD                                                     | - 1948 Kim Il Sŏng 1972 |
| Prezydent Kostaryki                                              | - 1958 Mario Echandi Jiménez 1962 |
| Prezydent Kuby                                                   | - 1959 Osvaldo Dorticós Torrado 1976                                                                                                 |
| Premier Kuby                                                     | - 1959 Fidel Castro 1976 |
| Król Laosu                                                       | - 1959 Savang Vatthana 1975 |
| Prezydent Libanu                                                 | - 1958 Fuad Szihab 1964 |
| Premier Libanu                                                   | - 1958 Raszid Karami 1960 - 1960 Ahmad Daouk 1960 - 1960 Saëb Salam 1961                                                             |
| Prezydent Liberii                                                | - 1944 William Tubman 1971 |
| Król Libii                                                       | - 1951 Idris I 1969 |
| Premier Libii                                                    | - 1957 Abd al-Madżid Kubar 1960 - 1960 Muhammad Usman as-Sajd 1963                                                                   |
| Książę Liechtensteinu                                            | - 1938 Franciszek Józef II 1989 |
| Premier Liechtensteinu                                           | - 1945 Alexander Frick 1962 |
| Premier Litwyna emigracji                                        | - 1940 Stasys Lozoraitis 1983 |
| Wielki książę Luksemburga                                        | - 1919 Szarlotta 1964 |
| Premier Luksemburga                                              | - 1959 Pierre Werner 1974 |
| Prezydent Madagaskaru                                            | - 1960 Philibert Tsiranana 1972 |
| Król Malezji                                                     | - 1957 Tuanku Abdul Rahman ibni Almarhum Tuanku Muhammad 1960 - 1960 Hisamuddin 1960 - 1960 Putra 1965                               |
| Premier Malezji                                                  | - 1957 Tunku Abdul Rahman 1970 |
| Prezydent Mali                                                   | - 1960 Modibo Keïta 1968 |
| Premier Mali                                                     | - 1960 Modibo Keïta 1965 |
| Król Maroka                                                      | - 1957 Muhammad V 1961 |
| Premier Maroka                                                   | - 1958 Abdallah Ibrahim 1960 - 1960 wakat 1963                                                                                       |
| Prezydent Mauretanii                                             | - 1960 Muchtar wuld Dadda 1978 |
| Premier Mauretanii                                               | - 1960 Muchtar wuld Dadda 1961 |
| Prezydent Meksyku                                                | - 1958 Adolfo López Mateos 1964 |
| Książę Monako                                                    | - 1949 Rainier III 2005 |
| Minister stanu Monako                                            | - 1959 Émile Pelletier 1962 |
| Przewodniczący Prezydium Wielkiego Churału Państwowego Mongolii  | - 1954 Dżamsrangijn Sambuu 1960 |
| Przewodniczący Prezydium Wielkiego Churału Ludowego Mongolii     | - 1960 Dżamsrangijn Sambuu 1972 |
| Premier Mongolii                                                 | - 1952 Jumdżaagijn Cedenbal 1974 |
| Sekretarz generalny NATO                                         | - 1957 Paul-Henri Spaak (Belgia) 1961                                                                                                |
| Król Nepalu                                                      | - 1955 Mahendra 1972 |
| Premier Nepalu                                                   | - 1959 Bishweshwar Prasad Koirala 1960 - 1960 Tulsi Giri 1963                                                                        |
| Prezydent Niemiec                                                | - 1959 Heinrich Lübke 1969 |
| Kanclerz Niemiec                                                 | - 1949 Konrad Adenauer 1963 |
| Prezydent Nigru                                                  | - 1960 Hamani Diori 1974 |
| Prezydent Nikaragui                                              | - 1956 Luis Somoza Debayle 1963 |
| Król Norwegii                                                    | - 1957 Olaf V 1991 |
| Premier Norwegii                                                 | - 1955 Einar Gerhardsen 1963 |
| Premier Nowej Zelandii                                           | - 1957 Walter Nash 1960 - 1960 Keith Holyoake 1972                                                                                   |
| Prezydent NRD                                                    | - 1949 Wilhelm Pieck 1960 - 1960 Johannes Dieckmann (tymcz.) 1960                                                                    |
| Przewodniczący Rady Państwa NRD                                  | - 1960 Walter Ulbricht 1973 |
| Premier NRD                                                      | - 1949 Otto Grotewohl 1964 |
| Sułtan Omanu                                                     | - 1932 Sa’id ibn Tajmur 1970 |
| Sekretarz generalny ONZ                                          | - 1953 Dag Hammarskjöld (Szwecja) 1961                                                                                               |
| Prezydent Pakistanu                                              | - 1958 Muhammad Ayub Khan 1969 |
| Premier Pakistanu                                                | - 1958 urząd zniesiony 1971 |
| Prezydent Panamy                                                 | - 1956 Ernesto de la Guardia 1960 - 1960 Roberto Francisco Chiari Remón 1964                                                         |
| Papież                                                           | - 1958 Jan XXIII 1963 |
| Prezydent Paragwaju                                              | - 1954 gen. Alfredo Stroessner 1989                                                                                                  |
| Prezydent Peru                                                   | - 1956 Manuel Prado Ugarteche 1962                                                                                                   |
| Premier Południowej Afryki                                       | - 1958 Hendrik Frensch Verwoerd 1966                                                                                                 |
| Prezydent Portugalii                                             | - 1958 Américo Tomás 1974 |
| Premier Portugalii                                               | - 1932 António de Oliveira Salazar 1968                                                                                              |
| Sekretarz generalny Rady Europy                                  | - 1957 Lodovico Benvenuti (Włochy) 1964                                                                                              |
| Prezydent Republiki Środkowoafrykańskiej                         | - 1960 David Dacko 1966 |
| Premier Republiki Środkowoafrykańskiej                           | - 1960 David Dacko 1960 - 1960 urząd zniesiony 1975                                                                                  |
| Prezydent Rumunii                                                | - 1958 Ion Gheorghe Maurer 1961 |
| Premier Rumunii                                                  | - 1955 Chivu Stoica 1961 |
| Prezydent Salwadoru                                              | - 1956 José María Lemus 1960 |
| Premier Samoa                                                    | - 1959 Mataʻafa Mulinuʻu II 1970 |
| Kapitanowie regenci San Marino                                   | - 1959 Giuseppe Forcellini Ferruccio Piva 1960 - 1960 Alvaro Casali Gino Vannucci 1960 - 1960 Eugenio Reffi Pietro Giancecchi 1961   |
| Sekretarz Stanu do spraw Politycznych i Zagranicznych San Marino | - 1957 Federico Bigi 1972 |
| Prezydent Senegalu                                               | - 1960 Léopold Sédar Senghor 1980 |
| Premier Senegalu                                                 | - 1960 Mamadou Dia 1962 |
| Prezydent Somalii                                                | - 1960 Aden Abdullah Osman Daar 1967                                                                                                 |
| Premier Somalii                                                  | - 1956 Abdullahi Issa 1960 - 1960 Mohammed Ibrahim Egal 1960 - 1960 Abdirashid Ali Shermarke 1964                                    |
| Premier Sri Lanki                                                | - 1959 Wijeyananda Dahanayake 1960 - 1960 Dudley Shelton Senanayake 1960 - 1960 Sirimavo Bandaranaike 1965                           |
| Prezydent Sudanu                                                 | - 1958 Ibrahim Abbud 1964 |
| Premier Sudanu                                                   | - 1958 Ibrahim Abbud 1964 |
| Prezydent Szwajcarii                                             | - 1960 Max Petitpierre 1960 |
| Król Szwecji                                                     | - 1950 Gustaw VI Adolf 1973 |
| Premier Szwecji                                                  | - 1946 Tage Erlander 1969 |
| Król Tajlandii                                                   | - 1946 Bhumibol Adulyadej 2016 |
| Premier Tajlandii                                                | - 1958 Sarit Thanarat 1963 |
| Prezydent Tajwanu                                                | - 1950 Czang Kaj-szek 1975 |
| Prezydent Togo                                                   | - 1960 Sylvanus Olympio 1963 |
| Premier Togo                                                     | - 1960 Sylvanus Olympio 1961 |
| Król Tonga                                                       | - 1918 Salote Tupou III 1965 |
| Premier Tonga                                                    | - 1949 Taufaʻahau Tupou IV 1965 |
| Prezydent Tunezji                                                | - 1957 Habib Burgiba 1987 |
| Premier Tunezji                                                  | - 1957 urząd zniesiony 1969 |
| Prezydent Turcji                                                 | - 1950 Celâl Bayar 1960 - 1960 Cemal Gürsel 1966                                                                                     |
| Premier Turcji                                                   | - 1950 Adnan Menderes 1960 - 1960 Cemal Gürsel 1961                                                                                  |
| Prezydent Urugwaju                                               | - 1955 Narodowa Rada Rządowa 1967 |
| Prezydent USA                                                    | - 1953 Dwight Eisenhower 1961 |
| Prezydent Wenezueli                                              | - 1959 Rómulo Betancourt 1964 |
| Prezydent Węgier                                                 | - 1952 István Dobi 1967 |
| Premier Węgier                                                   | - 1958 Ferenc Münnich 1961 |
| Monarcha Wielkiej Brytanii                                       | - 1952 Elżbieta II 2022 |
| Premier Wielkiej Brytanii                                        | - 1957 Harold Macmillan 1963 |
| Prezydent Wietnamu Północnego                                    | - 1945 Hồ Chí Minh 1969 |
| Premier Wietnamu Północnego                                      | - 1955 Phạm Văn Đồng 1976 |
| Prezydent Wietnamu Południowego                                  | - 1955 Ngô Đình Diệm 1963 |
| Prezydent Włoch                                                  | - 1955 Giovanni Gronchi 1962 |
| Premier Włoch                                                    | - 1959 Antonio Segni 1960 - 1960 Fernando Tambroni 1960 - 1960 Amintore Fanfani 1963                                                 |
| Prezydent WKS                                                    | - 1960 Félix Houphouët-Boigny 1993                                                                                                   |
| Premier WKS                                                      | - 1960 Félix Houphouët-Boigny 1960 - 1960 urząd zniesiony 1990                                                                       |
| Prezydent Zjednoczonej Republiki Arabskiej                       | - 1958 Gamal Abdel Naser 1961 |
| Premier Zjednoczonej Republiki Arabskiej                         | - 1958 Nur ad-Din Kahhala 1960 - 1960 Abd al-Hamid as-Sarradż 1961                                                                   |
| Przywódca ZSRR                                                   | - 1953 Nikita Chruszczow 1964 |
| Premier ZSRR                                                     | - 1958 Nikita Chruszczow 1964 |

Rok 1960 / MCMLX
stulecia: XIX wiek ~
XX wiek ~
XXI wiek

dziesięciolecia:
1930–1939 •
1940–1949 •
1950–1959 •
1960–1969
• 1970–1979
• 1980–1989
• 1990–1999

lata: 1950 «
1955 «
1956 «
1957 «
1958 «
1959 «
1960
» 1961
» 1962
» 1963
» 1964
» 1965
» 1970

## Wydarzenia w Polsce
W Polsce był to „Rok Fryderyka Chopina” (w 150. rocznicę urodzin).
- 28 stycznia – skoczek narciarski Zdzisław Hryniewiecki został ciężko ranny w wyniku upadku na skoczni w Wiśle.
- 5 lutego – dokonano oblotu samolotu szkolno-treningowego PZL TS-11 Iskra.
- 17 lutego – zostały ustanowione Medal za Długoletnie Pożycie Małżeńskie i Medal za Ofiarność i Odwagę.
- 22 lutego – rozpoczął się VI Międzynarodowy Konkurs Pianistyczny im. Fryderyka Chopina.
- 24 lutego – wycofanie okrętu ORP Burza z listy jednostek bojowych Marynarki Wojennej i jego adaptacja na okręt-muzeum.
- 13 marca – Włoch Maurizio Pollini został zwycięzcą VI Międzynarodowego Konkursu Pianistycznego im. Fryderyka Chopina.
- 15 marca – utworzono Woliński Park Narodowy.
- 17 marca – premiera filmu Miasteczko.
- 25 marca – w Teatrze Dramatycznym w Warszawie odbyła się prapremiera Kartoteki Tadeusza Różewicza.
- 4 kwietnia – premiera komedii filmowej Zezowate szczęście w reżyserii Andrzeja Munka.
- 23 kwietnia – otwarto klub studencki Pod Jaszczurami w Krakowie.
- 27 kwietnia – w Nowej Hucie – pomiędzy komunistyczną władzą a mieszkańcami wybuchła walka o krzyż, postawiony w Osiedlu Teatralnym.
- 1 maja:
  - uroczyste otwarcie KWK 1 Maja w Wodzisławiu Śląskim, jednej z najnowocześniejszych kopalń w okresie PRL.
  - oficjalna prezentacja prototypu pierwszego polskiego samochodu sportowego Syrena Sport.
- 3 maja – w Szczecinie odsłonięto pomnik Adama Mickiewicza.
- 25 maja – premiera filmu Do widzenia, do jutra w reżyserii Janusza Morgensterna.
- 29 maja:
  - Otwarto Muzeum Starożytnego Hutnictwa Świętokrzyskiego w Nowej Słupi.
  - Polskie Radio nadało pierwszy odcinek powieści radiowej W Jezioranach.
- 30 maja – wydarzenia zielonogórskie, rozruchy przeciwko władzy komunistycznej w obronie domu katolickiego.
- 14 czerwca – uchwalono Kodeks postępowania administracyjnego.
- 22 czerwca – w Gdańsku powstała grupa muzyczna Czerwono-Czarni.
- 25 czerwca – Karolina Łukaszczyk ustanowiła rekord Polski w biegu na 400 m wynikiem 56,3 s.
- 26 czerwca:
  - udostępniono do zwiedzania okręt-muzeum ORP Burza w Gdyni przy Skwerze Kościuszki.
  - Zdzisław Krzyszkowiak ustanowił rekord świata w biegu na 3000 m z przeszkodami wynikiem 8 min 31,4 s.
- 3 lipca – Zofia Walasek ustanowiła rekord Polski w biegu na 800 m wynikiem 2 min 8,3 s.
- 15 lipca – w 550. rocznicę bitwy pod Grunwaldem miała miejsce premiera filmu historycznego Krzyżacy na podstawie powieści Henryka Sienkiewicza (pierwszy publiczny pokaz w Hali Sportowej w Łodzi)[2].
- 17 lipca – odsłonięcie Pomnika Zwycięstwa Grunwaldzkiego na polu bitwy z udziałem władz państwowych i partyjnych[3].
- 31 lipca – w Łodzi:
  - sprinter Marian Foik ustanowił rekord Polski w biegu na 200 m wynikiem 20,6 s.
  - biegacz Jerzy Kowalski ustanowił rekord Polski w biegu na 400 m wynikiem 46,1 s.
- 5 sierpnia – podczas Mistrzostw Polski Seniorów w Lekkoatletyce, rozgrywanych na Stadionie Leśnym w Olsztynie, Józef Szmidt ustanowił wynikiem 17,03 m rekord świata w trójskoku.
- 10 sierpnia – na Wawel powrócił zrekonstruowany przez władze Drezna pomnik Tadeusza Kościuszki.
- 2 września – premiera filmu Krzyżacy.
- 3 września – powstało Miejskie Przedsiębiorstwo Energetyki Cieplnej w Gdańsku (dziś GPEC Sp. z o.o.).
- 2 października – w Warszawie, Wiesław Król ustanowił rekord Polski w biegu na 400 m ppł. wynikiem 51,5 s.
- 5 października – na Stadionie Wojska Polskiego w Warszawie rozegrano pierwszy mecz przy sztucznym oświetleniu.
- 28 października – premiera filmu Decyzja.
- 31 października – premiera filmu Nikt nie woła.
- 20 listopada – odbyła się pierwsza w Polsce wystawa pudli.
- 25 listopada – odbyła się premiera filmu Szatan z siódmej klasy.
- 30 listopada – zakończono napełnianie Zbiornika Koronowskiego.
- 2 grudnia – Sejm przyjął ustawę o przekształceniu Komitetu do Spraw Radiofonii w Komitet do Spraw Radia i Telewizji.
- 6 grudnia – odbył się Powszechny Spis Ludności.
- 17 grudnia – odbyła się premiera filmu Niewinni czarodzieje.
- 22 grudnia – Sejm PRL uchwalił poprawkę w Konstytucji, określając liczbę posłów na 460.
- 31 grudnia:
  - Zielonka otrzymała prawa miejskie.
  - premiera filmu Psychoza w reżyserii Alfreda Hitchcocka.

## Wydarzenia na świecie
- 1 stycznia:
  - Luksemburg objął prezydencję w Radzie Unii Europejskiej.
  - we Francji przeprowadzono reformę walutową wprowadzającą po kursie 100:1 nowe franki, które zostały ostatecznie wycofane przez euro w 2002.
  - Kamerun uzyskał niepodległość.
- 2 stycznia:
  - senator John F. Kennedy ogłosił, że będzie się ubiegał o nominację Partii Demokratycznej w zaplanowanych na listopad tego roku wyborach prezydenckich.
  - w miejscowości Oodnadatta (Australia Południowa) zarejestrowano rekordową temperaturę w historii Australii (+50,7 °C).
- 4 stycznia:
  - Austria, Dania, Norwegia, Portugalia, Szwajcaria, Szwecja i Wielka Brytania podpisały Konwencję sztokholmską, powołującą Europejskie Stowarzyszenie Wolnego Handlu (EFTA).
  - Boulder City w Nevadzie uzyskało prawa miejskie.
- 6 stycznia – 34 osoby zginęły w katastrofie samolotu Douglas DC-6 w Wilmington w Karolinie Północnej.
- 7 stycznia – z przylądka Canaveral wystrzelono pierwszy pocisk balistyczny Polaris.
- 9 stycznia – początek budowy Wysokiej Tamy Asuańskiej (Egipt).
- 11 stycznia:
  - otwarto Centrum Wyszkolenia Kosmonautów (od 1969 roku im. J. Gagarina) w Gwiezdnym Miasteczku pod Moskwą.
  - amerykański seryjny morderca Henry Lee Lucas zamordował swoją pierwszą ofiarę (własną matkę).
- 14 stycznia:
  - powstał Bank Rezerwy Australii.
  - Elvis Presley został promowany na sierżanta US Army.
  - dokonano oblotu amerykańskiego lekkiego samolotu Piper PA-28 Cherokee.
- 16 stycznia – podczas sztormu w zatoce wyspy Iturup na Kurylach zerwała się z cumy radziecka barka wojskowa T-36 wraz z czterema marynarzami na pokładzie, których krańcowo wyczerpanych, po 49 dniach dryfowania i przebyciu 1020 mil, odnalazła załoga amerykańskiego śmigłowca wojskowego.
- 18 stycznia – 50 osób zginęło w katastrofie samolotu Vickers Viscount w amerykańskim stanie Wirginia.
- 19 stycznia:
  - w Waszyngtonie zawarto układ o współpracy wzajemnej i bezpieczeństwie pomiędzy USA i Japonią.
  - 42 osoby zginęły w Ankarze w katastrofie samolotu Sud Aviation Caravelle należącego do skandynawskich linii SAS.
- 21 stycznia:
  - 437 górników zginęło w katastrofie w kopalni Coalbrook w Południowej Afryce.
  - 37 osób zginęło w katastrofie kolumbijskiego samolotu Lockheed Constellation w Montego Bay na Jamajce.
- 23 stycznia – Jacques Piccard i Don Walsh w batyskafie „Trieste” dotarli po raz pierwszy do najgłębszego punktu na Ziemi – Głębi Challengera na Pacyfiku.
- 4 lutego – nieudana próba wystrzelenia amerykańskiego satelity technologicznego Discoverer 9.
- 5 lutego – 59 osób zginęło w katastrofie samolotu Douglas DC-4 w Boliwii.
- 9 lutego – aktorka Joanne Woodward została jako pierwsza uhonorowana swoją gwiazdą na Hollywood Walk of Fame.
- 13 lutego – na algierskiej Saharze Francja przeprowadziła swój pierwszy próbny wybuch jądrowy.
- 17 lutego – w Sztokholmie odbyła się prezentacja samochodu Saab 96.
- 18 lutego – Montevideo: 7 krajów Ameryki Łacińskiej założyło stowarzyszenie wolnego handlu LAFTA.
- 18–28 lutego – odbyły się VIII Zimowe Igrzyska Olimpijskie w Squaw Valley.
- 21 lutego:
  - Elwira Seroczyńska zdobyła srebrny, a Helena Pilejczyk brązowy medal w wyścigu łyżwiarskim na dystansie 1500 m, podczas igrzysk olimpijskich w amerykańskim Squaw Valley.
  - Viggo Kampmann został premierem Danii.
- 25 lutego:
  - został wystrzelony pierwszy amerykański pocisk balistyczny typu Pershing I.
  - nad Rio de Janeiro brazylijski samolot pasażerski Douglas DC-3 zderzył się z należącym do US Navy Douglasem DC-6; zginęło 61 osób.
- 26 lutego – 34 osoby zginęły w katastrofie włoskiego samolotu Douglas DC-7 w irlandzkim Shannon.
- 27 lutego – w Sydney, Australijka Betty Cuthbert ustanowiła rekord świata w biegu na 60 m wynikiem 7,2 s.
- 29 lutego:
  - w Maroku miało miejsce trzęsienie ziemi, w wyniku którego zginęło ponad 3000 osób i prawie doszczętnie zostało zniszczone miasto Agadir na południu kraju.
  - dokonano oblotu amerykańskiego lekkiego samolotu turystycznego Beechcraft Baron.
- 3 marca – Elvis Presley powrócił do USA po zakończeniu służby wojskowej w RFN. Wcześniej tego dnia, w trakcie międzylądowania pod Glasgow, jedyny raz w życiu stanął na ziemi brytyjskiej.
- 4 marca – Hawana: 70 osób zginęło, a ponad 200 zostało rannych w wyniku eksplozji w porcie francuskiego statku „La Coubre”, przewożącego amunicję dla Kuby. Fidel Castro oskarżył USA o zorganizowanie zamachu.
- 5 marca – kubański fotograf Alberto Korda wykonał najsłynniejsze zdjęcie Ernesto „Che” Guevary.
- 7 marca – utworzono pierwszą grupę radzieckich kosmonautów WWS 1.
- 11 marca – została wystrzelona amerykańska międzyplanetarna sonda kosmiczna Pioneer 5, mająca badać przestrzeń między Ziemią a Wenus.
- 16 marca – premiera filmu Do utraty tchu.
- 17 marca – w katastrofie samolotu Lockheed Electra w amerykańskim stanie Indiana zginęły 63 osoby.
- 21 marca:
  - w Sharpeville w Południowej Afryce policja otworzyła ogień do tłumu protestujących przeciwko obowiązkowi noszenia paszportów wewnętrznych, zabijając 69 osób[4].
  - w Pekinie podpisano porozumienie o demarkacji granicy chińsko-nepalskiej.
- 22 marca – żyjący na początku XVI wieku ostatni władca i król ludu Kiczów Tecún Umán został ogłoszony bohaterem narodowym Gwatemali.
- 25 marca – Fernando Tambroni został premierem Włoch.
- 29 marca:
  - dokonano oblotu samolotu pasażerskiego Tu-124.
  - w Londynie odbył się 5. Konkurs Piosenki Eurowizji.
- 31 marca – premiera filmu Nie jedzcie stokrotek.
- 1 kwietnia – wystrzelono pierwszego w historii satelitę meteorologicznego TIROS 1.
- 4 kwietnia:
  - Senegal uzyskał niepodległość (od Francji).
  - odbyła się 32. ceremonia wręczenia Oscarów; film Ben-Hur zdobył 11 Oscarów.
- 6 kwietnia – Sputnik 3 spłonął w atmosferze.
- 7 kwietnia – premiera filmu Podglądacz.
- 8 kwietnia – Holandia i Niemcy Zachodnie zawarły w Hadze układ o wypłacie reparacji wojennych.
- 9 kwietnia – premier RPA Hendrik Frensch Verwoerd został postrzelony w Johannesburgu przez białego farmera Davida Pratta.
- 11 kwietnia – reforma administracyjna w Czechosłowacji, w miejsce dotychczasowych 19 krajów istniejących od 1949 powołano nowych 10 (+ 5 miast wydzielonych) funkcjonujących do 1990 na Słowacji i do 2000 w Czechach.
- 13 kwietnia – wystrzelono amerykańskiego satelitę Transit 1B, który testował system nawigacji dla amerykańskich okrętów podwodnych.
- 19 kwietnia:
  - dokonano oblotu amerykańskiego pokładowego samolotu szturmowego Grumman A-6 Intruder.
  - Pho Proeung został premierem Kambodży.
  - powstała namibijska organizacja narodowowyzwoleńcza Organizacja Ludu Afryki Południowo-Zachodniej (SWAPO).
- 21 kwietnia – przeniesiono stolicę Brazylii z Rio de Janeiro do Brasílii.
- 22 kwietnia – 35 osób zginęło w katastrofie belgijskiego samolotu C-54 w Kongu Belgijskim.
- 26 kwietnia – pierwszy prezydent Korei Południowej Li Syng Man został zmuszony do dymisji.
- 27 kwietnia – Togo uzyskało niepodległość.
- 29 kwietnia:
  - w atmosferze spłonął radziecki satelita Łuna 3.
  - rozpoczęła emisję Telewizja Albańska.
- 1 maja:
  - nad terytorium ZSRR zestrzelono pilotowany przez Gary’ego Powersa amerykański samolot szpiegowski U-2.
  - utworzono indyjskie stany Gujarat i Maharashtra.
- 3 maja:
  - powstało Europejskie Stowarzyszenie Wolnego Handlu (EFTA).
  - w Amsterdamie otwarto Dom Anny Frank.
- 6 maja – brytyjska księżniczka Małgorzata poślubiła fotografa Antony’ego Armstronga-Jonesa.
- 7 maja – Leonid Breżniew został przewodniczącym Prezydium Rady Najwyższej ZSRR.
- 9 maja – otwarto ogród zoologiczny w Bratysławie.
- 10 maja – atomowy okręt podwodny USS „Triton” po 83 dniach zakończył pierwszą w historii podwodną podróż dookoła świata, trasą pokonaną w latach 1519–1522 przez Ferdynanda Magellana.
- 11 maja:
  - nazistowski zbrodniarz wojenny Adolf Eichmann został porwany przez Mosad i wywieziony z Argentyny do Izraela.
  - zwodowano transatlantyk SS France.
- 13 maja:
  - wystrzelono pierwszego satelitę telekomunikacyjnego Echo 1.
  - Kurt Diemberger, Albin Schelbert, Nawang Dorje jako pierwsi zdobyli Dhaulagiri (8167 m n.p.m.).
- 15 maja – w ZSRR wystrzelono sztucznego satelitę Sputnik 4.
- 16 maja – uruchomiono pierwszy laser rubinowy skonstruowany przez amerykańskiego fizyka Theodore’a Maimana.
- 20 maja – uprowadzony z Argentyny przez Mosad nazistowski zbrodniarz Adolf Eichmann został przewieziony specjalnym samolotem do Izraela.
- 21 maja – zwodowano lotniskowiec o napędzie konwencjonalnym USS „Kitty Hawk”.
- 22 maja – silne trzęsienie ziemi o sile magnitudzie 9,5 nawiedziło południowe Chile, fale tsunami przyniosły zniszczenie na Hawajach, w Japonii i na Filipinach.
- 24 maja – został wystrzelony amerykański satelita szpiegowski MIDAS 2.
- 25 maja – otwarto Muzeum Sztuki Japońskiej Tikotin w izraelskiej Hajfie.
- 26 maja – Grzegorz Barbarigo został kanonizowany przez papieża Jana XXIII.
- 27 maja – w Turcji doszło do wojskowego zamachu stanu pod wodzą gen. Cemala Gürsela. Internowano prezydenta Celala Bayara, premiera Adnana Menderesa i członków rządu.
- 28 maja – w Wolverhampton, Brytyjczyk Peter Radford ustanowił rekord świata w biegu na 200 m wynikiem 20,5 s.
- 4 czerwca – nieznany sprawca zamordował troje i zranił jednego nastolatka nocujących w namiotach nad jeziorem Bodom w południowej Finlandii.
- 12 czerwca – Juan de Ribera został kanonizowany przez papieża Jana XXIII.
- 15 czerwca:
  - dokonano oblotu śmigłowca Mi-10.
  - premiera komedii filmowej Garsoniera w reżyserii Billy’ego Wildera.
- 16 czerwca:
  - Izrael uruchomił reaktor jądrowy w Dimonie na pustyni Negew.
  - premiera dreszczowca Psychoza w reżyserii Alfreda Hitchcocka, który ugruntował pozycję Hitchcocka jako mistrza suspensu i wypromowały Anthony’ego Perkinsa i Janet Leigh jako aktorów.
- 19 czerwca – podczas wyścigu Formuły 1 o Grand Prix Belgii na torze koło Spa zginęli w wypadkach brytyjscy kierowcy: Chris Bristow i Alan Stacey. Tego samego dnia, w trakcie wyścigu serii AAA na Langhorne Speedway koło Filadelfii zginął również amerykański kierowca Jimmy Bryan.
- 20 czerwca – Federacja Mali rozpadła się na dwa niezależne państwa: Mali i Senegal.
- 21 czerwca – w Zurychu, Niemiec Armin Hary ustanowił rekord świata w biegu na 100 m wynikiem 10,0 s (pomiar elektroniczny 10,25 s).
- 24 czerwca:
  - Patrice Lumumba został pierwszym premierem Demokratycznej Republiki Konga.
  - w Caracas doszło do nieudanego zamachu na prezydenta Wenezueli Rómulo Betancourta.
  - dokonano oblotu brytyjskiego samolotu pasażerskiego Hawker Siddeley HS 748.
  - 54 osoby zginęły w katastrofie samolotu Convair 340 w brazylijskim Rio de Janeiro.
- 26 czerwca:
  - badająca przestrzeń międzyplanetarną między Ziemią a Wenus amerykańska sonda Pioneer 5 wykonała ostatnią transmisję z rekordowej wówczas odległości 36,4 mln km.
  - Madagaskar uzyskał niepodległość (od Francji).
- 27 czerwca – Togo uzyskało niepodległość (od Francji).
- 28 czerwca – władze Kuby dokonały konfiskaty i nacjonalizacji amerykańskich rafinerii ropy naftowej zlokalizowanych na jej terytorium.
- 30 czerwca – Demokratyczna Republika Konga (jako Kongo Belgijskie) uzyskała niepodległość od Królestwa Belgii.
- 1 lipca:
  - Holandia objęła prezydencję w Radzie Europejskiej Wspólnoty Gospodarczej.
  - Ghana została republiką.
  - Somali Brytyjskie i Terytorium powiernicze Somalii (dawne Somali Włoskie) uzyskały niepodległość i utworzyły Somalię.
- 9 lipca – w Corpus Christi, Amerykanka Wilma Rudolph ustanowiła rekord świata w biegu na 200 m wynikiem 22,9 s.
- 11 lipca:
  - Benin, Burkina Faso i Niger uzyskały niepodległość.
  - zbuntowana prowincja Katanga ogłosiła niepodległość od Demokratycznej Republiki Konga.
- 13 lipca – John F. Kennedy został oficjalnie mianowany kandydatem na prezydenta z ramienia Partii Demokratycznej.
- 14 lipca – w pożarze w mieście Gwatemala zginęło 225 osób.
- 20 lipca:
  - Amerykanie przeprowadzili pierwszą udaną próbę z pociskiem balistycznym wystrzelonym z zanurzonego okrętu podwodnego.
  - Sirimavo Bandaranaike została premierem Cejlonu jako pierwsza na świecie kobieta na stanowisku szefa rządu.
- 23 lipca – otwarto Cairo International Stadium.
- 24 lipca:
  - marszałek Andriej Grieczko został dowódcą zjednoczonych sił zbrojnych Układu Warszawskiego.
  - w Lipsku, Niemka Gisela Birkemeyer ustanowiła rekord świata w biegu na 80 m ppł. wynikiem 10,5 s.
- 26 lipca – Amintore Fanfani został po raz trzeci premierem Włoch.
- 28 lipca – psy Czajka i Lisiczka zginęły w eksplozji rakiety nośnej, mającej wynieść je na orbitę okołoziemską.
- 31 lipca – na Cyprze odbyły się pierwsze wybory parlamentarne.
- 1 sierpnia – Benin (jako Dahomej) uzyskał niepodległość (od Francji).
- 3 sierpnia – Niger uzyskał niepodległość (od Francji).
- 5 sierpnia – Burkina Faso (jako Górna Wolta) uzyskała niepodległość (od Francji).
- 7 sierpnia – Wybrzeże Kości Słoniowej uzyskało niepodległość od Francji.
- 8 sierpnia – Kasai Południowe ogłosiło secesję od Demokratycznej Republika Konga.
- 9 sierpnia – przyjęto flagę Gabonu.
- 10 sierpnia – został wystrzelony satelita technologiczny Discoverer 13, pierwszy obiekt sprowadzony udanie z orbity okołoziemskiej.
- 11 sierpnia – Czad ogłosił niepodległość od Francji, a François Tombalbaye, reprezentujący Czadyjską Partię Postępu, został pierwszą głową niezawisłego państwa.
- 13 sierpnia – Republika Środkowoafrykańska uzyskała niepodległość (od Francji).
- 15 sierpnia – Kongo proklamowało niepodległość (od Francji).
- 16 sierpnia:
  - arcybiskup Makarios III proklamował niepodległość Cypru (od Wielkiej Brytanii).
  - Projekt Excelsior: Amerykanin Joseph Kittinger ustanowił nieoficjalny rekord wysokości skoku spadochronowego (31 300 m).
- 17 sierpnia – Gabon uzyskał niepodległość od Francji.
- 19 sierpnia – ZSRR wystrzelił w kosmos statek Sputnik 2 z psami Biełką i Striełką na pokładzie.
- 20 sierpnia – Senegal wystąpił z Federacji Mali i proklamował niepodległość.
- 25 sierpnia – rozpoczęły się Letnie Igrzyska Olimpijskie w Rzymie.
- 29 sierpnia – w senegalskim Dakarze rozbił się francuski Lockheed Constellation; zginęły 63 osoby.
- 3 września – na igrzyskach olimpijskich w Rzymie Zdzisław Krzyszkowiak zdobył złoty medal w biegu na 3000 m z przeszkodami.
- 5 września – na igrzyskach olimpijskich w Rzymie Kazimierz Paździor zdobył złoty medal w bokserskiej wadze lekkiej.
- 6 września:
  - Léopold Sédar Senghor został prezydentem Senegalu.
  - na igrzyskach w Rzymie Józef Szmidt zdobył złoty medal w trójskoku.
  - Amerykanin Otis Davis ustanowił rekord świata w biegu na 400 m wynikiem 44,9 s.
  - Australijczyk Herb Elliott ustanowił rekord świata w biegu na 1500 m wynikiem 3 min 35,6 s.
- 9 września – podczas igrzysk olimpijskich w Rzymie sztangista Ireneusz Paliński zdobył złoty medal w wadze półciężkiej.
- 11 września – zakończyły się XVII Letnie Igrzyska Olimpijskie w Rzymie.
- 12 września – utworzono Radę Państwa NRD.
- 14 września – państwa eksportujące ropę naftową założyły OPEC.
- 19 września:
  - na amerykańskie listy przebojów wdziera się utwór Chubby’ego Checkera (The Twist), a cały świat zaczyna szaleć na punkcie twista.
  - 80 osób zginęło, a 14 zostało rannych w katastrofie amerykańskiego samolotu Douglas DC-6 na wyspie Guam.
- 20 września – Benin, Burkina Faso, Cypr, Gabon, Kamerun, Kongo, Madagaskar, Niger, Republika Środkowoafrykańska, Somalia, Togo oraz Wybrzeże Kości Słoniowej zostały członkami ONZ.
- 22 września – ogłoszono niepodległość Mali (od Francji).
- 24 września – zwodowano USS Enterprise, pierwszy amerykański lotniskowiec o napędzie atomowym.
- 26 września:
  - Fidel Castro wygłosił najdłuższe przemówienie w historii ONZ (4 godz. i 29 minut).
  - John F. Kennedy i Richard Nixon wzięli udział w pierwszej telewizyjnej debacie prezydenckiej w USA.
- 28 września – Mali oraz Senegal zostały członkami ONZ.
- 30 września – premiera serialu animowanego Flintstonowie.
- 1 października – Nigeria i Cypr uzyskały niepodległość od Wielkiej Brytanii.
- 4 października – po zderzeniu ze stadem szpaków runął do oceanu, krótko po starcie z Bostonu, samolot L-188 Electra. Zginęły 62 osoby, a 10 zostało rannych.
- 5 października – biali obywatele Afryki Południowej zdecydowali niewielką większością głosów w referendum o zerwaniu unii personalnej z Wielką Brytanią i utworzeniu niezależnej republiki.
- 6 października – premiera filmu Spartakus.
- 7 października – Nigeria została członkiem ONZ.
- 8 października – zwodowano atomowy okręt podwodny USS Scamp.
- 10 października – nieudana próba wystrzelenia radzieckiej sondy Mars 1M 1.
- 12 października:
  - Zimna wojna: Nikita Chruszczow uderzał własnym butem w pulpit w auli ONZ, by wyrazić swoją dezaprobatę dla komentowania polityki, którą Rosja Sowiecka prowadziła wobec krajów Wschodniej Europy.
  - przewodniczący Japońskiej Partii Socjalistycznej Inejirō Asanuma, podczas odbywającej się w tokijskiej Hibiya Hall i transmitowanej przez telewizję debaty poprzedzającej wybory parlamentarne, został zamordowany mieczem wakizashi przez 17-letniego zamachowca Otoyę Yamaguchi.
- 13 października – na Morzu Barentsa doszło do awarii obwodu chłodzącego reaktora na radzieckim okręcie podwodnym K-8, co doprowadziło do skażenia radioaktywnego akwenu.
- 19 października – rząd USA nałożył embargo na Kubę.
- 23 października – premiera filmu Siedmiu wspaniałych.
- 24 października – eksplozja rakiety R-16 na kosmodromie Bajkonur zabiła 122 osoby, w tym marszałka Mitrofana Nedelina.
- 26 października – w wojskowym zamachu stanu został obalony prezydent Salwadoru José María Lemus.
- 29 października – Muhammad Ali stoczył pierwszą zawodową walkę bokserską, wygrywając na punkty z Tunneyem Hunsakerem.
- 3 listopada – Félix Houphouët-Boigny został pierwszym prezydentem Wybrzeża Kości Słoniowej.
- 6 listopada – otwarto pierwszy odcinek kijowskiego metra.
- 8 listopada:
  - John F. Kennedy został wybrany na 35. prezydenta USA.
  - Norma Gladys Cappagli z Argentyny zdobyła w Londynie tytuł Miss World 1960.
- 10 listopada – Hamani Diori został pierwszym prezydentem Nigru.
- 13 listopada – w pożarze kina w leżącym na północy Syrii mieście Amude zginęły 152 osoby, głównie dzieci.
- 14 listopada – w wyniku zderzenia dwóch pociągów pasażerskich pod Pardubicami zginęło 118 osób, a 110 zostało rannych.
- 21 listopada – Program Merkury: nieudana próba wystrzelenia rakiety Mercury-Redstone 1.
- 24 listopada – NBA: Wilt Chamberlain ustanowił rekord 55 zbiórek w jednym meczu.
- 25 listopada – na Dominikanie na zlecenie dyktatora Rafaela Trujillo zamordowano 3 stojące na czele opozycji siostry Mirabal. W 1999 roku ONZ ustanowiła rocznicę ich śmierci międzynarodowym dniem walki z przemocą wobec kobiet.
- 27 listopada – Gordie Howe jako pierwszy gracz NHL zdobył tysięczny punkt w punktacji kanadyjskiej.
- 28 listopada – Mauretania uzyskała niepodległość od Francji.
- 1 grudnia – rozpoczęła się misja kosmiczna statku Korabl-Sputnik 3 z dwoma psami na pokładzie.
- 2 grudnia – papież Jan XXIII spotkał się w Watykanie z arcybiskupem Geoffreyem Fisherem. Było to pierwsze spotkanie głów kościołów katolickiego i anglikańskiego.
- 9 grudnia – wyemitowano premierowy odcinek brytyjskiej opery mydlanej Coronation Street.
- 13 grudnia – pucz wojskowy w Etiopii.
- 14 grudnia – powstała Organizacja Współpracy Gospodarczej i Rozwoju (OECD).
- 15 grudnia:
  - król Belgów Baldwin I Koburg ożenił się z Fabiolą de Mora.
  - nieudana próba wystrzelenia amerykańskiej sondy księżycowej Pioneer P 31.
- 16 grudnia:
  - zdławiono pucz wojskowy w Etiopii.
  - 134 osoby zginęły w zderzeniu samolotów pasażerskich DC-8 i Super Constellation podczas burzy śnieżnej nad Nowym Jorkiem.
- 17 grudnia – amerykański samolot pasażerski Convair rozbił się w centrum Monachium; zginęły 52 osoby.
- 20 grudnia – Wietkong ogłosił utworzenie Narodowego Frontu Wyzwolenia Wietnamu Południowego.
- 31 grudnia – uruchomiono komunikację trolejbusową w Wołgogradzie.
- Rok 1960 nazywany jest „Rokiem Afryki”, ponieważ 17 państw (14 od Francji, 2 od Wielkiej Brytanii i 1 od Belgii) Afryki uzyskało niepodległość.
- Wynaleziono laser rubinowy.
- Powstanie zespołu rockowego The Beatles.

## Dane statystyczne
- Ludność świata: 3 021 475 tys.
  - Azja: 1 701 336 tys. (56,31%)
  - Europa: 604 401 tys. (20%)
  - Afryka: 277 398 tys. (9,18%)
  - Ameryka Łacińska: 218 300 tys. (7,22%)
  - Ameryka Północna: 204 152 tys. (6,76%)
  - Oceania: 15 888 tys. (0,53%)
- Najludniejsze państwa świata[5]
  - 1. ChRL: 650 661 tys. (21,53% ludności świata)
  - 2. Indie: 445 393 tys. (14,74%)
  - 3. USA: 179 979 tys. (5,96%)
  - 4. ZSRR: 119 632 tys. (3,96%)
  - 5. Indonezja: 100 146 tys. (3,31%)
  - 6. Japonia: 94 092 tys. (3,11%)
  - 7. RFN+NRD: 72 481 tys. (2,40%)
  - 8. Brazylia: 71 695 tys. (2,37%)
  - 9. Bangladesz: 54 593 tys. (1,81%)
  - 10. Wlk.Brytania: 52 372 tys. (1,73%)

## Urodzili się
- 1 stycznia:
  - Siergiej Danilin, rosyjski saneczkarz (zm. 2021)
  - Antoni Dziemianko, białoruski duchowny katolicki, biskup grodzieński i mińsko-mohylewski
  - Necmi Gençalp, turecki zapaśnik
  - Jarosław Hrycak, ukraiński historyk
  - Tomasz Karwowski, polski polityk, poseł na Sejm RP (zm. 2018)
  - Krzysztof Peszko, polski artysta fotograf
  - Sławomir Piechota, polski prawnik, polityk, poseł na Sejm RP
  - Shin’ya Tsukamoto, japoński aktor, scenarzysta i reżyser filmowy
- 2 stycznia:
  - Danuta Hojarska, polska polityk, poseł na Sejm RP
  - Shinji Hosokawa, japoński judoka
  - Greg McAulay, kanadyjski curler
  - Krzysztof Stefanowicz, polski siatkarz
- 3 stycznia:
  - Peter Boettke, amerykański ekonomista
  - Matthew Ndagoso, nigeryjski duchowny katolicki, arcybiskup metropolita Kaduny
  - Daniela Schadt, niemiecka dziennikarka, pierwsza dama
  - Miron Sycz, polski polityk pochodzenia ukraińskiego, poseł na Sejm RP (zm. 2024)
  - Paweł Wojciechowski, polski ekonomista, polityk, minister finansów
- 4 stycznia:
  - Janusz Kowalski, polski koszykarz
  - Aleksandr Krupski, rosyjski lekkoatleta, tyczkarz
  - José Luis Mendoza Corzo, meksykański duchowny katolicki, biskup pomocniczy Tuxtla Gutiérrez
  - Michael Stipe, amerykański wokalista, członek zespołu R.E.M.
- 5 stycznia:
  - Veselin Đuho, chorwacki piłkarz wodny
  - Gary Hardgrave, australijski polityk
  - Teresa Kruczek, polska muzykolog
  - Jacek Kubiak, polski biolog, wykładowca akademicki
  - Elsebeth Gerner Nielsen, duńska polityk
  - Hans Stangassinger, niemiecki saneczkarz
  - Glenn Strömberg, szwedzki piłkarz
- 6 stycznia:
  - Ademir, brazylijski piłkarz
  - Ołeksandr Feldman, ukraiński przedsiębiorca, polityk pochodzenia żydowskiego
  - Mark Gorski, amerykański kolarz torowy
  - Kari Jalonen, fiński hokeista, trener
  - Krzysztof Kawęcki, polski historyk, politolog, publicysta, polityk, wiceminister edukacji narodowej
  - Nigella Lawson, brytyjska dziennikarka, autorka książek kucharskich, prezenterka telewizyjna
  - Joaquim Giovanni Mol Guimarães, brazylijski duchowny katolicki, biskup pomocniczy Belo Horizonte
  - Anaclet Wamba, kongijski bokser
- 7 stycznia:
  - Gundars Āboliņš, łotewski aktor
  - Anna Apostolakis, polska aktorka dubbingowa
  - Hieorhij Kandracjeu, białoruski piłkarz, trener
  - Sergey Kot, uzbecki lekkoatleta, kulomiot i dyskobol pochodzenia polskiego
  - Mohammad Dżawad Zarif, irański polityk
- 8 stycznia:
  - Fernando Astengo, chilijski piłkarz
  - Rafał Bryndal, polski satyryk, dziennikarz, autor tekstów
  - Alan Cumyn, kanadyjski pisarz
  - Paul MacDonald, nowozelandzki kajakarz
  - Dave Weckl, amerykański perkusista jazzowy
- 9 stycznia:
  - Pascal Fabre, francuski kierowca wyścigowy
  - Krzysztof Michalski, polski polityk, wojewoda lubelski
  - David Russell, amerykański koszykarz
  - Michael Sis, amerykański duchowny katolicki, biskup San Angelo
- 10 stycznia:
  - Gurinder Chadha, brytyjska reżyserka filmowa pochodzenia indyjskiego
  - Brian Cowen, irlandzki polityk, premier Irlandii
  - Georgi Głuszkow, bułgarski koszykarz i działacz sportowy
  - Kari Heikkilä, fiński hokeista, trener
  - Claudia Losch, niemiecka lekkoatletka, kulomiotka
  - Marcellin Yao Kouadio, iworyjski duchowny katolicki, biskup Daloa
- 11 stycznia:
  - David Byrne, południowoafrykański piłkarz, trener pochodzenia angielskiego
  - Mike Turner, amerykański polityk
- 12 stycznia:
  - Guido Bontempi, włoski kolarz szosowy i torowy
  - Wasilij Fiodorow, litewski samorządowiec, polityk pochodzenia rosyjskiego
  - Giorgi Mszwenieradze, gruziński piłkarz wodny
  - Mats Olsson, szwedzki piłkarz ręczny, trener
  - Oliver Platt, kanadyjski aktor
  - Robert Prytz, szwedzki piłkarz
  - Walerij Saryczew, tadżycki i południowokoreański piłkarz, bramkarz pochodzenia rosyjskiego
  - Dominique Wilkins, amerykański koszykarz
  - León Villa, kolumbijski piłkarz
- 13 stycznia:
  - Kevin Anderson, amerykański aktor, kaskader
  - Eric Betzig, amerykański chemik, laureat Nagrody Nobla
  - Paweł Gieras, polski prawnik, adwokat, prokurator
  - Dariusz Odija, polski aktor
  - Aleksandr Uwarow, rosyjski piłkarz, trener
- 14 stycznia:
  - Ołeksandr Batiuk, rosyjski biegacz narciarski
  - Anat Berko, izraelska kryminolog, polityk
  - Marcel Bossi, luksemburski piłkarz
  - Joseph Caddy, australijski duchowny katolicki
  - Andrea Fischer, niemiecka polityk
  - Per Fly, duński reżyser filmowy
  - José Maria Moreno, hiszpański kolarz szosowy i torowy
- 15 stycznia:
  - Mohammed Timoumi, marokański piłkarz
  - Tadeusz Woźniak, polski nauczyciel, samorządowiec, polityk, poseł na Sejm RP
- 16 stycznia:
  - Luis de Guindos, hiszpański ekonomista, polityk
  - Aleksandr Troszcziło, białoruski lekkoatleta, sprinter
- 17 stycznia:
  - Hendrik Jan Kooijman, holenderski hokeista na trawie
  - Igor Nikołajew, rosyjski piosenkarz, kompozytor, producent muzyczny
- 18 stycznia:
  - Graham Jennings, australijski piłkarz
  - Bogusław Maj, polski hokeista
  - Gian Paolo Montali, włoski trener siatkarski
  - Mark Rylance, brytyjski aktor, dramaturg, reżyser teatralny
  - Anatolij Starostin, rosyjski pięcioboista nowoczesny
- 19 stycznia:
  - Josef Degeorgi, austriacki piłkarz
  - Al Joyner, amerykański lekkoatleta, trójskoczek
  - Krzysztof Rudowski, polski poeta, prozaik, dramaturg
  - Mauro Tassotti, włoski piłkarz, trener
  - José Guadalupe Torres Campos, meksykański duchowny katolicki, biskup Ciudad Juárez
- 20 stycznia:
  - Falk Boden, niemiecki kolarz szosowy
  - Edmar, brazylijski piłkarz
  - Paweł Ferenc, polski artysta fotograf
  - Ján Figeľ, słowacki inżynier, polityk
  - Kij Johnson, amerykańska pisarka fantasy
  - Elijah Doro Muala, salomoński polityk
  - Apa Sherpa, nepalski himalaista
  - Will Wright, amerykański projektant gier komputerowych
- 21 stycznia:
  - Dmitrij Charatjan, rosyjski aktor, reżyser filmowy pochodzenia ormiańskiego
  - Mieczysław Morański, polski aktor (zm. 2020)
  - Mike Terrana, amerykański perkusista
  - Jacek Wójcicki, polski aktor, piosenkarz
- 22 stycznia:
  - Victor Bendico, filipiński duchowny katolicki, biskup Baguio
  - Michael Hutchence, australijski wokalista, członek zespołu INXS (zm. 1997)
  - Markos Kiprianu, cypryjski prawnik, polityk
  - Jean-Vincent Ondo Eyene, gaboński duchowny katolicki, biskup Oyem
- 23 stycznia:
  - Danny De Bie, belgijski kolarz przełajowy i szosowy
  - Hyraczia Petikian, ormiański strzelec sportowy
  - Peter Steiger, szwajcarski kolarz torowy i szosowy
- 24 stycznia:
  - Fridolin Ambongo, kongijski duchowny katolicki, arcybiskup Kinszasy
  - Wojciech Maziarski, polski dziennikarz, publicysta, pisarz
  - Monika Ryniak, polska polityk
- 25 stycznia:
  - George Alvarez, kubańsko-amerykański aktor
  - Zdzisław Kruszyński, polski malarz, rysownik
  - Søren Hald Møller, duński polityk
  - Kerry Noonan, amerykańska aktorka
- 26 stycznia:
  - Jeanette Bolden, amerykańska lekkoatletka, sprinterka
  - Emidio Cipollone, włoski duchowny katolicki, arcybiskup Lanciano-Ortona
  - Jolanta Szatko-Nowak, polska tenisistka stołowa
  - Valentina Xhezo, albańska aktorka
- 27 stycznia:
  - Jan Huruk, polski maratończyk
  - Reinhold Lopatka, austriacki polityk, prawnik i samorządowiec
  - Samia Suluhu, tanzańska polityk
  - Dimityr Zaprjanow, bułgarski judoka (zm. 2024)
- 28 stycznia:
  - Tatjana Donczewa, bułgarska prawnik, polityk
  - Magnus Fredriksson, szwedzki zapaśnik
  - Eugène Cyrille Houndékon, beniński duchowny katolicki, biskup Abomey
  - Alaksandr Krucikau, białoruski trener koszykarski
  - Loren Legarda, filipińska dziennikarka, polityk
- 29 stycznia:
  - Matthew Ashford, amerykański aktor, scenarzysta i producent telewizyjny i filmowy
  - Mark Dziadulewicz, angielski piłkarz, trener pochodzenia polskiego
  - Foetus, australijski muzyk
  - Sean Kerly, brytyjski hokeista na trawie
  - Greg Louganis, amerykański skoczek do wody
  - Konstancjusz (Panajotakopulos), grecki biskup prawosławny
  - Tigran Sarkisjan, ormiański polityk, premier Armenii
  - Birgit Sippel, niemiecka działaczka związkowa, polityk
  - José Treviño, meksykański piłkarz, trener
  - Servais Verherstraeten, belgijski i flamandzki prawnik, polityk
- 30 stycznia:
  - José Armando Álvarez Cano, meksykański duchowny katolicki, biskup, prałat terytorialny Huautla
  - Nikodem (Bulaksis), grecki duchowny prawosławny w jurysdykcji Patriarchatu Aleksandryjskiego, wikariusz metropolii Johannesburga i Pretorii
  - Chen Xinhua, chiński i brytyjski tenisista stołowy
  - Václav Marhoul, czeski aktor, reżyser i scenarzysta filmowy
  - Tony O’Dell, amerykański aktor i praktyk sztuk walk
  - Giuseppe Vegezzi, włoski duchowny katolicki, biskup pomocniczy Mediolanu
  - Nadan Vidošević, chorwacki polityk
  - Claude Wiseler, luksemburski literaturoznawca, samorządowiec, polityk
- 31 stycznia:
  - Jurij Burłakow, rosyjski biegacz narciarski
  - Andrea Fendt, niemiecka saneczkarka
  - Grant Morrison, szkocki twórca komiksów, dramatopisarz
- 1 lutego – Mirosław Trześniewski, polski trener koszykówki
- 2 lutego:
  - Marta Gessler, polska restauratorka, felietonistka, pisarka
  - Claudio Panatta, włoski tenisista
  - Abel Resino, hiszpański piłkarz, bramkarz, trener
- 3 lutego:
  - André Antoine, belgijski i waloński polityk
  - Per Holmertz, szwedzki pływak
  - Kara Hui, chińska aktorka
  - Joachim Löw, niemiecki piłkarz, trener
  - Dawid (Macharadze), gruziński biskup prawosławny
  - İlyas Tüfekçi, turecki piłkarz, trener
- 4 lutego:
  - Tim Booth, brytyjski aktor, tancerz, wokalista, członek zespołu James
  - Jenette Goldstein, amerykańska aktorka pochodzenia żydowskiego
  - Adrienne King, amerykańska aktorka, tancerka, malarka
  - Eddy Voordeckers, belgijski piłkarz
- 5 lutego:
  - Iwona Chmielewska, polska pisarka, ilustratorka
  - Bonnie Crombie, kanadyjska polityczka polskiego pochodzenia
  - Csaba Hende, węgierski prawnik, polityk
  - Natsumi Itsuki, japońska mangaka
  - Arvydas Mockus, litewski inżynier-mechanik, polityk
  - Sanasar Oganisian, ormiański zapaśnik
- 6 lutego:
  - Ed Banach, amerykański zapaśnik
  - Lou Banach, amerykański zapaśnik
  - Megan Gallagher, amerykańska aktorka
  - Marek Michalik, polski historyk, polityk, poseł na Sejm RP
  - Miroslav Toman, czeski przedsiębiorca, działacz gospodarczy, polityk
  - Rafał Żabiński, polski aktor
- 7 lutego:
  - Biesłan Butba, abchaski polityk, premier Abchazji
  - Gabriel Calderón, argentyński piłkarz, trener
  - Michael Marx, niemiecki kolarz torowy i szosowy
  - Sandra Savino, włoska działaczka samorządowa, polityk
  - James Spader, amerykański aktor
  - Georgi Todorow, bułgarski lekkoatleta, kulomiot
  - Urszula, polska piosenkarka, autorka tekstów
- 8 lutego:
  - Benigno Aquino III, filipiński polityk, prezydent Filipin (zm. 2021)
  - Habib Al-Naufali, iracki duchowny chaldejski, arcybiskup Basry
  - Aleksandr Garmaszow, rosyjski piłkarz, trener
  - Alfred Gusenbauer, austriacki polityk, kanclerz Austrii
  - Stu Hamm, amerykański basista, kompozytor, producent muzyczny
- 9 lutego:
  - Antonia Dell’Atte, włoska modelka
  - Christian Engström, szwedzki programista, polityk, eurodeputowany
  - Francis Gillot, francuski piłkarz, trener
  - Holly Johnson, brytyjski muzyk, wokalista, członek zespołu Frankie Goes to Hollywood
  - Bernardo José Piñango, wenezuelski bokser
  - Jadwiga Sidoruk, polska koszykarka
  - Peggy Whitson, amerykańska biochemik, astronautka
- 10 lutego:
  - Ryszard Bonda, polski polityk, poseł na Sejm RP IV kadencji
  - Jacek Janiszewski, polski polityk, poseł na Sejm RP, minister rolnictwa
  - Komi Sélom Klassou, togijski polityk, premier Togo
  - Jerzy Rębek, polski polityk
- 11 lutego:
  - Tuula Haatainen, fińska działaczka samorządowa, polityk
  - Lucyna Kwaśniewska, polska siatkarka
  - Richard Mastracchio, amerykański fizyk, astronauta
  - Konrad Mastyło, polski kompozytor, pianista, organista, pedagog
- 12 lutego:
  - Mustafa El Biyaz, marokański piłkarz
  - André Elissen, holenderski samorządowiec, polityk
  - Marinus Kuijf, holenderski szachista
  - Stefan Machel, polski gitarzysta, basista, kompozytor, producent muzyczny, członek zespołu TSA
- 13 lutego:
  - Pierluigi Collina, włoski sędzia piłkarski
  - Artur Jusupow, rosyjski sędzia piłkarski
  - Joanna Sierko-Filipowska, polska malarka
  - Krzysztof Szczepański, polski kajakarz
  - Humberto Tapia Díaz, peruwiański duchowny katolicki
- 14 lutego:
  - Kaja Bień, polska aktorka
  - Jocelyn Pook, brytyjska kompozytorka, muzyk
  - Meg Tilly, amerykańska aktorka pochodzenia chińsko-kanadyjskiego
  - Michał Zaborowski, polski malarz
- 15 lutego:
  - Waldemar Borczyk, polski przedsiębiorca, polityk, poseł na Sejm RP
  - Mariusz P. Dąbrowski, polski fizyk teoretyk
  - Berislav Grgić, chorwacki duchowny katolicki, prałat terytorialny Tromsø w Norwegii
  - Jock Hobbs, nowozelandzki rugbysta, trener (zm. 2012)
  - Bjørg Eva Jensen, norweska łyżwiarka szybka
  - Roman Kostrzewski, polski muzyk, wokalista, autor tekstów, członek zespołów: Kat, Alkatraz i Kat & Roman Kostrzewski (zm. 2022)
  - Margeir Pétursson, islandzki szachista
  - Filip Zylber, polski aktor, reżyser i scenarzysta filmowy
- 16 lutego:
  - Olga Antonowa, rosyjski lekkoatleta, sprinter
  - Abd Allah al-Baluszi, kuwejcki piłkarz
  - Piotr Bajor, polski aktor
  - Vilson Basso, brazylijski duchowny katolicki, biskup Imperatriz
  - Rosaria Capacchione, włoska dziennikarka, polityk
  - Tineke Huizinga, holenderska polityk
  - Danka Jarzyńska, polska rzeźbiarka
  - Waldemar Marszałek, polski malarz
  - Henn Põlluaas, estoński samorządowiec, polityk, przewodniczący Riigikogu
  - Segundo Tejado Muñoz, hiszpański duchowny katolicki, podsekretarz dykasterii ds. Integralnego Rozwoju Człowieka
  - Pete Willis, brytyjski gitarzysta, członek zespołu Def Leppard
- 17 lutego:
  - Włodzimierz Bernacki, polski politolog, profesor nauk humanistycznych, polityk, wiceminister
  - Małgorzata Birbach, polska lekkoatletka, biegaczka długodystansowa
  - Grzegorz Dolniak, polski polityk i przedsiębiorca, z wykształcenia ekonomista (zm. 2010)
  - Piotr Mazurkiewicz, polski katolicki prezbiter
  - Pierre-Yves Michel, francuski duchowny katolicki, biskup Valence
  - Mieczysław Sawaryn, polski samorządowiec, burmistrz Gryfina
  - Andrzej Ziemiański, polski pisarz science fiction
- 18 lutego:
  - Rui Duarte de Barros, polityk z Gwinei Bissau, premier
  - Gazebo, włoski piosenkarz
  - Jonas Ivanauskas, litewski duchowny katolicki, biskup pomocniczy kowieński, biskup koszedarski
  - Zdzisław Kijas, polski prezbiter katolicki
  - Greta Scacchi, włoska aktorka
- 19 lutego:
  - Andrzej, książę Yorku
  - Momčilo Bajagić, serbski gitarzysta, wokalista, kompozytor, autor tekstów, członek zespołów: Bajaga i instruktori, Riblja čorba i YU Rock Misija(inne języki)
  - Urszula Kasperzec, polska siatkarka
  - Nandor Sabo, jugosłowiański zapaśnik
- 20 lutego:
  - Rubén Agüero, argentyński piłkarz
  - Wiktoria Kolewa, bułgarska aktorka
  - Olivier Lenglet, szwedzki szpadzista
  - Kee Marcello, szwedzki gitarzysta, członek zespołu Europe
  - Fajiz as-Sarradż, libijski polityk, przewodniczący Rady Prezydenckiej i premier Libii
  - Libby Stone, australijska aktorka
- 21 lutego:
  - Jarosław Chrabąszcz, polski malarz, grafik, rysownik
  - Rolf Falk-Larssen, norweski łyżwiarz szybki
  - Jan Hellström, szwedzki piłkarz
  - Krzysztof Jaryczewski, polski muzyk, wokalista, autor tekstów, kompozytor, członek zespołów: Oddział Zamknięty, Jary Band, Exces i Jary OZ
  - Ryszard Kaczyński, polski siatkarz
  - Carina Ljungdahl, szwedzka pływaczka
  - Zoran Marić, serbski piłkarz, trener
  - Płamen Oreszarski, bułgarski ekonomista, pedagog, polityk, premier Bułgarii
- 22 lutego:
  - Thomas Galbraith, brytyjski arystokrata, polityk
  - Bernat Joan, hiszpański i kataloński pisarz, wykładowca akademicki, polityk, eurodeputowany
  - Marek Kościkiewicz, polski gitarzysta, członek zespołu De Mono
  - Cássio Motta, brazylijski tenisista
  - Andrejs Veisbergs, łotewski językoznawca, tłumacz, wykładowca akademicki
- 23 lutego:
  - Karol Badyna, polski rzeźbiarz
  - Adrian Bumbescu, rumuński piłkarz, trener
  - Jens Ove Fries-Nielsen, duński szachista
  - Anna Gornostaj, polska aktorka
  - Ihor Nakoneczny, ukraiński piłkarz, trener
  - Naruhito, cesarz Japonii
  - Katarzyna Walter, polska aktorka
- 24 lutego:
  - Teun Buijs, holenderski siatkarz, trener
  - Nurit Koren, izraelska prawnik, polityk
  - Edward Maniura, polski samorządowiec, polityk, burmistrz Lublińca, poseł na Sejm RP
  - İqor Ponomaryov, azerski piłkarz, trener
  - Grzegorz Świercz, polski lekarz, samorządowiec, wicemarszałek województwa świętokrzyskiego
- 25 lutego:
  - Andrzej Andrzejczak, polski polityk, poseł na Sejm RP
  - Stefan Blöcher, niemiecki hokeista na trawie, golfista
  - Rolando Coimbra, boliwijski piłkarz
  - Ružica Đinđić, serbska prawnik, polityk, działaczka społeczna
  - Wiktor Grodecki, polski reżyser, scenarzysta i montażysta filmowy
  - Vjekoslav Huzjak, chorwacki duchowny katolicki, biskup Bjelovar-Križevci
  - Béla Kovács, węgierska polityk, eurodeputowany
- 26 lutego:
  - Jaz Coleman, brytyjski muzyk, kompozytor, wokalista, członek zespołu Killing Joke
  - Hannes Jaenicke, niemiecki aktor, działacz ekologiczny
- 27 lutego:
  - Pär Arvidsson, szwedzki pływak
  - Andrés Gómez, ekwadorski tenisista
  - Roman Szełemej, polski kardiolog, samorządowiec, prezydent Wałbrzycha
- 28 lutego:
  - Barbara Babilińska, polska aktorka
  - David Green, australijski jeździec sportowy
  - Tomasz Kasprzyk, polski artysta fotograf
  - Wojciech Paszkowski, polski aktor, lektor, reżyser dubbingowy (zm. 2024)
  - Dorothy Stratten, kanadyjska modelka i aktorka, gwiazda „Playboya” (zm. 1980)
  - Bogdan Waliczek, polski paulin
  - Konstantin Wołkow, rosyjski lekkoatleta, tyczkarz
- 29 lutego:
  - Giuseppe Favale, włoski duchowny katolicki, biskup Conversano-Monopoli
  - Khaled, algierski piosenkarz, muzyk, autor tekstów
  - Tony Robbins, amerykański mówca motywacyjny
  - Anna Wojciechowska, polska działaczka samorządowa, polityk, poseł na Sejm RP
- 1 marca:
  - Róbert Bezák, słowacki duchowny katolicki, arcybiskup trnawski
  - Stefan Janew, bułgarski generał, polityk
  - Wiera Jelinek, polska pastor Kościoła Ewangelicko-Reformowanego w RP
  - Jacek Kruczek, polski dziennikarz muzyczny, kompozytor, muzyk
  - starosta bielski
- 2 marca:
  - Faouzi Lahbi, marokański lekkoatleta, średniodystansowiec
  - Janusz Mączka, polski filozof, zakonnik (zm. 2024)
  - Frank Rohde, niemiecki piłkarz
  - Juan Simón, argentyński piłkarz
  - Michaił Tiurin, rosyjski inżynier, kosmonauta
- 3 marca:
  - Luigi Bianco, włoski duchowny katolicki, arcybiskup, nuncjusz apostolski
  - Kazimierz Krzyżański, polski kajakarz
  - Ewa Szydłowska, polska lekkoatletka, biegaczka długodystansowa
- 4 marca:
  - Wojciech Konarski, polski samorządowiec, starosta powiatu gryfińskiego
  - Kazimierz Matuszny, polski inżynier, polityk, poseł na Sejm RP
  - Falla N’Doye, senegalski sędzia piłkarski
- 5 marca:
  - Ihar Hurynowicz, białoruski piłkarz
  - Marek Woźniak, polski samorządowiec, marszałek województwa wielkopolskiego
- 6 marca:
  - Aleksander Czernin, węgierski szachista pochodzenia ukraińskiego
  - Sleepy Floyd, amerykański koszykarz
  - Edgar Peña Parra, wenezuelski duchowny katolicki, arcybiskup, nuncjusz apostolski
  - Leszek Soczewica, polski generał dywizji
- 7 marca:
  - Jozef Chovanec, słowacki piłkarz, trener
  - Maria Kornek-Żabińska, polska hokeistka na trawie
  - Ivan Lendl, czesko-amerykański tenisista
  - Kazuo Ozaki, japoński piłkarz
  - Jim Spivey, amerykański lekkoatleta, średnio- i długodystansowiec
  - Fernando Valera Sánchez, hiszpański duchowny katolicki, biskup Zamory
  - Siegfried Wentz, niemiecki lekkoatleta, wieloboista
  - Doogie White, szkocki wokalista rockowy
- 8 marca:
  - Jeffrey Eugenides, amerykański pisarz pochodzenia grecko-irlandzkiego
  - Maciej Kuroń, polski publicysta kulinarny, dziennikarz (zm. 2008)
  - Lexy Ortega, kubański szachista
  - Buck Williams, amerykański koszykarz
- 9 marca:
  - Piotr Aszyk, polski polityk, poseł Sejm RP
  - Željko Obradović, serbski koszykarz, trener
  - Mirosław Pluta, polski nauczyciel, polityk, samorządowiec, burmistrz Baranowa Sandomierskiego
  - Danijar Üsönow, kirgiski polityk, premier Kirgistanu
  - Thierry Vigneron, francuski lekkoatleta, tyczkarz
- 10 marca:
  - Uwe Fahrenkrog-Petersen, niemiecki kompozytor, klawiszowiec, producent muzyczny
  - Anthony Fisher, australijski duchowny katolicki, arcybiskup metropolita Sydney
  - Aécio Neves, brazylijski polityk
  - Jan Ottosson, szwedzki biegacz narciarski
- 11 marca:
  - Christophe Gans, francuski reżyser, scenarzysta i producent filmowy
  - Jan Kiedrowicz, polski szachista, sędzia i instruktor szachowy (zm. 2024)
  - Andrzej Moskaluk, polski rzeźbiarz, artysta plastyk
- 12 marca:
  - Jason Beghe, amerykański aktor
  - Courtney B. Vance, amerykański aktor
  - Javier Velásquez, peruwiański polityk, premier Peru
  - Małgorzata Żak, polska działaczka społeczna
- 13 marca:
  - Jurij Andruchowycz, ukraiński prozaik, eseista, tłumacz
  - Karl Brauneder, austriacki piłkarz, trener
  - Adam Clayton, irlandzki basista, członek zespołu U2
  - Natasza Goerke, polska pisarka, eseistka, felietonistka
  - Marek Kempski, polski związkowiec, polityk, wojewoda śląski
  - Jorge Sampaoli, argentyński trener piłkarski
- 14 marca:
  - Ricardo Araya, argentyński duchowny katolicki, biskup Cruz del Eje
  - Christopher Clark, australijski historyk
  - George Horvath, szwedzki pięcioboista nowoczesny (zm. 2022)
  - Joseph Mopeli Sephamola, sotyjski duchowny katolicki, biskup Qacha’s Nek
  - Petter Næss, norweski aktor, reżyser filmowy i teatralny
  - Lidia Pospieszalska, polska wokalistka jazzowa
- 15 marca:
  - Ioan Andone, rumuński piłkarz, trener
  - Grzegorz Dzik, polski inżynier, przedsiębiorca
  - Stephen Hart, trynidadzko-tobagijski piłkarz, trener
  - Gordana Matković, serbska polityk
  - Janusz Piechociński, polski polityk, poseł na Sejm RP, minister gospodarki, wicepremier
- 16 marca:
  - Zurab Azmaiparaszwili, gruziński szachista, trener
  - Henryk Jan Botor, polski organista, kompozytor
  - Józef Dankowski, polski piłkarz, trener
  - Teresa Pastuszka-Kowalska, polska rzeźbiarka
  - Edward Porembny, polsko-francusko-brytyjski reżyser, scenarzysta i producent filmowy
  - Zenon Roskal, polski filozof
- 17 marca:
  - Zbigniew Kozub, polski kompozytor
  - Vicki Lewis, amerykańska aktorka
  - Cameron Thor, amerykański aktor, reżyser i scenarzysta filmowy
- 18 marca:
  - Jean-Pierre Bade, reunioński piłkarz, trener
  - Mariam Ciklauri, gruzińska pisarka, poetka, tłumaczka
  - Steve Kloves, amerykański reżyser i scenarzysta filmowy
  - James Plaskett, brytyjski szachista
  - Dorota Roqueplo, francuska kostiumografka
- 19 marca:
  - Józef Cepil, polski polityk, poseł na Sejm RP
  - Eliane Elias, brazylijska pianistka jazzowa
  - Yvon Le Roux, francuski piłkarz, trener
  - Michael Urbano, amerykański perkusista, autor tekstów, producent muzyczny
- 20 marca:
  - Józef Bryk, polski polityk, przedsiębiorca i samorządowiec, wojewoda świętokrzyski
  - Joanna Hogg, brytyjska reżyserka, scenarzystka i producentka filmowa
  - Manuel António Mendes dos Santos, portugalski duchowny katolicki, biskup diecezji Wysp Świętego Tomasza i Książęcej
  - Jarosław Mikołajewski, polski poeta
  - Krzysztof Olszewski, polski siatkarz
  - Carlos Sala, hiszpański lekkoatleta, płotkarz
- 21 marca:
  - Matthew Arkin, amerykański aktor
  - Ole Gunnar Fidjestøl, norweski skoczek narciarski
  - Dominic Miller, brytyjski gitarzysta pochodzenia argentyńskiego
  - Ayrton Senna, brazylijski kierowca wyścigowy (zm. 1994)
- 22 marca:
  - Andrzej Basik, polski judoka
  - Gintautas Bužinskas, litewski prawnik, polityk
  - Timothy Senior, amerykański duchowny katolicki, biskup pomocniczy Filadelfii
  - Hermann Weinbuch, niemiecki kombinator norweski, skoczek narciarski
  - Jan Żukowski, polski generał dywizji
- 23 marca:
  - Aleksander Bobko, polski filozof, polityk, senator RP
  - Stanisław Dąbrowa, polski polityk, samorządowiec, wicemarszałek województwa śląskiego
  - Robert Gwiazdowski, polski prawnik, adwokat, wykładowca akademicki, komentator gospodarczy i polityczny
  - Giorgio Lingua, włoski duchowny katolicki, arcybiskup, nuncjusz apostolski
  - Grażyna Michalska, polska aktorka
  - Andrzej Pruszkowski, polski polityk, samorządowiec, prezydent Lublina
  - Robertas Žulpa, litewski pływak (zm. 2024)
- 24 marca:
  - Yves-Marie Adeline, francuski filozof, polityk, poeta, publicysta, muzykolog
  - Giorgio Gori, włoski przedsiębiorca i menedżer branży mediowej, samorządowiec i polityk
  - Kelly LeBrock, amerykańska aktorka, modelka
  - Nena, niemiecka piosenkarka
  - Lucjan Pietrzczyk, polski nauczyciel, samorządowiec, polityk, poseł na Sejm RP
- 25 marca:
  - Barbara Chyrowicz, polska zakonnica, filozof, etyk, bioetyk
  - Juha Hirvi, fiński strzelec sportowy
  - Peter O’Brien, australijski aktor, reżyser telewizyjny pochodzenia irlandzkiego
  - Peter Seisenbacher, austriacki judoka
  - Brenda Strong, amerykańska aktorka
  - Chad Wackerman, amerykański muzyk, instrumentalista, kompozytor, perkusista jazzowy i rockowy
- 26 marca:
  - Grzegorz Brzozowicz, polski dziennikarz muzyczny
  - Jelle Goes, holenderski trener piłkarski
  - Jennifer Grey, amerykańska aktorka
  - Jon Huntsman, amerykański polityk, dyplomata
  - Graeme Rutjes, holenderski piłkarz
  - Sándor Sallai, węgierski piłkarz
- 27 marca:
  - Andrea Abodi, włoski menedżer i działacz sportowy
  - Əsgər Abdullayev, azerski piłkarz, trener
  - Jacek Łuczak, polski aktor
  - Hans Pflügler, niemiecki piłkarz
- 28 marca:
  - Chris Barrie, brytyjski aktor
  - Dragana Đorđević, serbska malarka
  - Brendan Leahy, irlandzki duchowny katolicki, biskup Limerick
  - José Maria Neves, kabowerdyjski polityk, prezydent Republiki Zielonego Przylądka
  - Éric-Emmanuel Schmitt, francuski dramaturg, eseista, prozaik
- 29 marca:
  - Adam Cyrański, polski inżynier i polityk, poseł na Sejm RP
  - József Kardos, węgierski piłkarz (zm. 2022)
  - Jo Nesbø, norweski pisarz, muzyk
- 30 marca:
  - Marek Czachor, polski naukowiec
  - Péter Disztl, węgierski piłkarz, bramkarz
  - Laurie Graham, kanadyjska narciarka alpejska
  - Robert Jaszewski, polski gitarzysta basowy
  - Christoph M. Ohrt, niemiecki aktor
- 31 marca:
  - Ian McDonald, brytyjski pisarz science fiction
  - Anna Paluch, polska geodetka, polityk, poseł na Sejm RP
  - José Roberto Silva Carvalho, brazylijski duchowny katolicki, biskup Caetité
- 1 kwietnia:
  - Frieda Hughes, brytyjska poetka, malarka
  - Marina Koszewoj, rosyjska pływaczka
  - Frank Leistra, holenderski hokeista na trawie, bramkarz
  - Michael Praed, brytyjski aktor
- 2 kwietnia:
  - Linford Christie, brytyjski lekkoatleta, sprinter pochodzenia jamajskiego
  - Peter Ekroth, szwedzki hokeista, trener
  - Matthias Jacob, niemiecki biathlonista
- 3 kwietnia:
  - Ewa Draus, polska socjolog, polityk, wojewoda podkarpacki
  - Arjen Lucassen, holenderski kompozytor
  - Yu Hua, chiński pisarz
  - Erik Truffaz, francuski trębacz jazzowy
- 4 kwietnia:
  - Chalid ibn Ahmad Al Chalifa, bahrajński polityk, dyplomata
  - Azim Isabekow, kirgiski polityk, premier Kirgistanu
  - Marvin Obando, kostarykański piłkarz
  - José Peseiro, portugalski trener piłkarski
  - Hugo Weaving, australijski aktor
- 5 kwietnia:
  - Hryhorij Nemyria, ukraiński polityk
  - Hiromi Taniguchi, japoński lekkoatleta, maratończyk
  - Adnan Terzić, bośniacki polityk, premier Bośni i Hercegowiny
  - Wojciech Załuski, polski duchowny katolicki, arcybiskup, nuncjusz apostolski
- 6 kwietnia:
  - Jacek Dębski, polski polityk, minister sportu (zm. 2001)
  - Warren Haynes, amerykański muzyk rockowy i bluesowy
  - Krzysztof Rutkowski, polski prywatny detektyw, polityk, poseł na Sejm RP i eurodeputowany
  - Marek Torzewski, polski śpiewak operowy (tenor)
- 7 kwietnia:
  - James Douglas, amerykański bokser
  - Aleksandr Krasnow, rosyjski kolarz szosowy i torowy
  - Jose Elmer Mangalinao, filipiński duchowny katolicki, biskup Bayombong
  - Sandy Powell, brytyjska kostiumografka
  - Jorgos Skartados, grecki piłkarz
  - Hanspeter Zwicker, szwajcarski piłkarz
- 8 kwietnia:
  - Paco Clos, hiszpański piłkarz
  - Birgit Friedmann, niemiecka lekkoatletka, biegaczka średnio- i długodystansowa
  - John Schneider, amerykański aktor, kaskader samochodowy, piosenkarz, kompozytor, reżyser, scenarzysta i producent filmowy
  - Petyr Stoimenow, bułgarski bokser
  - Stanisław Tamm, polski polityk, wojewoda wielkopolski
- 9 kwietnia:
  - Jaak Aab, estoński nauczyciel, polityk
  - Isabel Coixet, hiszpańska reżyserka filmowa
- 10 kwietnia:
  - Olivia Brown, amerykańska aktorka
  - Christopher Glancy, amerykański duchowny katolicki, biskup pomocniczy Belize City-Belmopan
  - Ryszard Jankowski, polski piłkarz, trener
  - Katrina Leskanich, amerykańska wokalistka, członkini zespołu Katrina and the Waves
  - Santo Marcianò, włoski duchowny katolicki, arcybiskup polowy Włoch
  - Małgorzata Omilanowska, polska historyk sztuki, minister kultury i dziedzictwa narodowego
  - Janusz Pastusiak, polski samorządowiec, prezydent Chełma
  - Piotr Pawlukiewicz, polski duchowny katolicki, rekolekcjonista, teolog, kaznodzieja (zm. 2020)
- 11 kwietnia:
  - Jeremy Clarkson, brytyjski dziennikarz telewizyjny
  - Ron Kiefel, amerykański kolarz szosowy
  - Zdzisław Pupa, polski rolnik, polityk, poseł na Sejm i senator RP
  - Jerzy Zalewski, polski aktor reżyser, scenarzysta i producent filmowy, dziennikarz
- 12 kwietnia:
  - Tomas Jonsson, szwedzki hokeista
  - Wojciech Tomczyk, polski pisarz, scenarzysta filmowy
  - David Thirdkill, amerykański koszykarz
- 13 kwietnia:
  - Bob Casey Jr., amerykański polityk, senator ze stanu Pensylwania
  - Michel Faber, australijski pisarz pochodzenia holenderskiego
  - Olaf Ludwig, niemiecki kolarz szosowy i torowy
  - Jadranka Šešelj, serbska pedagog, polityk
  - Rudi Völler, niemiecki piłkarz, trener
- 14 kwietnia:
  - Éric Andrieu, francuski samorządowiec, polityk, eurodeputowany
  - Wojciech Asiński, polski aktor, dziennikarz
  - Brad Garrett, amerykański aktor, komik
  - Diloro Iskandarowa, tadżycka orientalistka, iranistka, rusycystka
  - Władysław Kurowski, polski nauczyciel, samorządowiec, polityk, burmistrz Myślenic, poseł na Sejm RP
  - Mike Newton, brytyjski kierowca wyścigowy, przedsiębiorca
  - Paulo dos Santos, brazylijski piłkarz
- 15 kwietnia:
  - Susanne Bier, duńska reżyserka i scenarzystka filmowa
  - Gilles Bourdouleix, francuski polityk
  - Pedro Delgado, hiszpański kolarz szosowy
  - Filip I Koburg, król Belgów
  - Michaił Kornijenko, rosyjski inżynier, kosmonauta
- 16 kwietnia:
  - Rafael Benítez, hiszpański piłkarz, trener
  - Michel Gill, amerykański aktor
  - Mikel Herzog, baskijski piosenkarz, autor piosenek pochodzenia żydowskiego
  - Andrzej Kosiór, polski samorządowiec, wicemarszałek województwa dolnośląskiego
  - Pierre Littbarski, niemiecki piłkarz, trener
  - Andrzej Ryś, polski lekarz i urzędnik państwowy
- 17 kwietnia:
  - Didier Burkhalter, szwajcarski polityk, wiceprezydent i prezydent Szwajcarii
  - Wiktor Dohadajło, ukraiński piłkarz, trener
  - Seán Ó Fearghaíl, irlandzki rolnik, polityk
  - Roberto Pérez, boliwijski piłkarz (zm. 2024)
  - Jörg Michael Peters, niemiecki duchowny katolicki, biskup pomocniczy Trewiru
  - Władimir Polakow, rosyjski lekkoatleta, tyczkarz
  - Thierno Youm, senegalski piłkarz
  - Jarosław Żamojda, polski reżyser, scenarzysta i operator filmowy
- 18 kwietnia:
  - Hanna Kowalewska, polska pisarka
  - Neo Rauch, niemiecki malarz
  - Bożena Sikora-Giżyńska, polska szachistka
  - Ołena Żupijewa-Wjazowa, ukraińska lekkoatletka, biegaczka długodystansowa
- 19 kwietnia:
  - Nicoletta Braschi, włoska aktorka
  - Gustavo Petro, kolumbijski polityk
  - José Antônio Peruzzo, brazylijski duchowny katolicki, arcybiskup Kurytyby
  - Wojciech Wiśniewski, polski muzyk, wokalista, autor tekstów
- 20 kwietnia:
  - Simon Beckett, brytyjski pisarz, dziennikarz
  - Edmilson Amador Caetano, brazylijski duchowny katolicki, biskup Guarulhos
  - Miguel Díaz-Canel, kubański polityk, przewodniczący Rady Państwa i przewodniczący Rady Ministrów Republiki Kuby
  - Debbie Flintoff-King, australijska lekkoatletka, płotkarka
  - Janusz Jojko, polski piłkarz, bramkarz, trener i działacz piłkarski
  - Marek Łatas, polski nauczyciel, polityk, poseł na Sejm RP
  - Marlies Rostock, niemiecka biegaczka narciarska
- 21 kwietnia:
  - Kim Yong-se, południowokoreański piłkarz
  - Julius Korir, kenijski lekkoatleta, długodystansowiec
  - Mirosław Miętus, polski fizyk, oceanograf, geograf
  - Marek Ruszkowski, polski językoznawca, profesor nauk humanistycznych
  - Jeannette Walls, amerykańska dziennikarka, pisarka
- 22 kwietnia:
  - Michael Gahler, niemiecki prawnik, polityk
  - Mart Laar, estoński polityk, premier Estonii
- 23 kwietnia:
  - Valerie Bertinelli, amerykańska aktorka pochodzenia włoskiego
  - Barry Douglas, brytyjski pianista, dyrygent
  - Craig Sheffer, amerykański aktor
- 24 kwietnia:
  - Masami Kikuchi, japoński aktor
  - Anders Palmér, szwedzki piłkarz
  - Sergejs Povečerovskis, łotewski hokeista, trener pochodzenia rosyjskiego
- 25 kwietnia:
  - Piotr Klugowski, polski malarz, pedagog
  - Wiktor Komliakow, mołdawski szachista, trener
  - Pekka Rauhala, fiński zapaśnik
  - Francesco Romano, włoski piłkarz
  - Hocine Yahi, algierski piłkarz
- 26 kwietnia:
  - Bogdan Dyjuk, polski nauczyciel, samorządowiec, przewodniczący Sejmiku podlaskiego
  - Cezary Grabarczyk, polski prawnik, polityk, poseł na Sejm RP, wicemarszałek, minister sprawiedliwości i infrastruktury
  - Giedrius Subačius, litewski językoznawca
  - Roger Taylor, brytyjski perkusista, członek zespołu Duran Duran
- 27 kwietnia:
  - Bogdan Daras, polski zapaśnik (zm. 2025)
  - Stanisław Dziuba, polski duchowny katolicki, biskup diecezji Umzimkulu w Południowej Afryce
  - Cezary Kowalczuk, polski montażysta filmowy
  - Wanda Zwinogrodzka, polska krytyk teatralna, urzędniczka państwowa
- 28 kwietnia:
  - Rui Águas, portugalski piłkarz
  - Ian Rankin, szkocki pisarz
  - Wojciech Wardacki, polski ekonomista, polityk, poseł na Sejm RP
  - Walter Zenga, włoski piłkarz, bramkarz, trener
- 29 kwietnia:
  - Mirosław Berliński, polski żużlowiec, trener
  - Andrew Miller, brytyjski pisarz
  - Sandra Morán, gwatemalska polityczka
  - Robert J. Sawyer, kanadyjski pisarz science fiction
  - Monika Świtaj, polska aktorka
- 30 kwietnia:
  - Thomas Daly, amerykański duchowny katolicki, biskup Spokane
  - Jarosław Drzewiecki, polski pianista, pedagog
  - Beata Poźniak, polska aktorka, producentka i reżyserka filmowa i teatralna, malarka
- 1 maja:
  - Raymond Ahoua, iworyjski duchowny katolicki, biskup Grand-Bassam
  - Monika Gibalová, słowacka pielęgniarka, polityk
  - Anna M. Nowakowska, polska pisarka, publicystka
- 2 maja:
  - Ewa Borzęcka, polska reżyserka filmów dokumentalnych
  - Jacques Habert, francuski duchowny katolicki, biskup Sées
  - Ǵorge Iwanow, macedoński prawnik, polityk, prezydent Macedonii Północnej
  - Alejandro Lanari, argentyński piłkarz, bramkarz
  - Dragan Marković, serbski przedsiębiorca, polityk (zm. 2024)
  - Mike McFarlane, brytyjski lekkoatleta, sprinter (zm. 2023)
- 3 maja:
  - Kazimierz Buda, polski piłkarz, trener
  - Kathy Cook, brytyjska lekkoatletka, sprinterka
  - Włodzimierz Czarzasty, polski polityk, wicemarszałek Sejmu RP
  - Adam Sikora, polski operator i reżyser filmowy, fotografik, malarz
  - Amy Steel, amerykańska aktorka
- 4 maja:
  - Werner Faymann, austriacki polityk, kanclerz Austrii
  - Beata Kozidrak, polska wokalistka z Lublina, członkini zespołu Bajm
  - Małgorzata Pieczyńska, polska aktorka
- 5 maja:
  - Krzysztof Bielecki, polski pisarz
  - Stanisław Jamrozek, polski duchowny katolicki, biskup pomocniczy przemyski
  - Itsunori Onodera, japoński polityk
  - Dainius Pavalkis, litewski lekarz, polityk
  - Jorge Quiroga Ramírez, boliwijski polityk, prezydent Boliwii
  - Jožef Tertei, serbski zapaśnik pochodzenia węgierskiego
  - Douglas Wheelock, amerykański pilot wojskowy, inżynier, astronauta
- 6 maja:
  - Ludmiła Andonowa, bułgarska lekkoatletka, skoczkini wzwyż
  - Maria Jolanta Batycka-Wąsik, polska działaczka samorządowa
  - Witold Bereś, polski dziennikarz, publicysta, scenarzysta i producent filmowy
  - Roma Downey, irlandzka aktorka
  - Aleksei Lotman, estoński polityk, ekolog
  - Anne Parillaud, francuska aktorka
  - Dariusz Tokarzewski[6], polski piosenkarz i kompozytor, członek zespołu Vox
- 7 maja:
  - Jackson Katz, amerykański działacz feministyczny i antyseksistowski
  - Eric Lobron, niemiecki szachista pochodzenia amerykańskiego
- 8 maja:
  - Kadir Akbulut, turecki piłkarz, trener
  - Franco Baresi, włoski piłkarz
  - Eric Brittingham, amerykański basista, członek zespołów: Cinderella, Naked Beggars(inne języki), Devil City Angels(inne języki) i Last in Line
  - Justyn Denisiuk, polski hokeista
  - Paul Harrington, irlandzki muzyk, piosenkarz
  - Bogdan Klich, polski lekarz psychiatra, polityk, poseł na Sejm, senator RP, minister obrony narodowej i eurodeputowany
- 9 maja:
  - Teodor (Biełkow), rosyjski biskup prawosławny
  - Ion Sturza, mołdawski polityk, premier Mołdawii
- 10 maja:
  - Bono, irlandzki wokalista, lider zespołu U2
  - John Curtis, amerykański polityk, kongresmen ze stanu Utah
  - Dean Heller, amerykański polityk, senator ze stanu Nevada
  - Bruno Madinier, francuski aktor
  - Merlene Ottey, jamajska lekkoatletka, sprinterka
- 11 maja:
  - Ričardas Juška, litewski inżynier, samorządowiec, polityk
  - Adam Krzyśków, polski leśnik, samorządowiec, polityk, poseł na Sejm RP
  - Atanáz Orosz, węgierski duchowny katolicki rytu bizantyjskiego, egzarcha apostolski, a następnie eparcha Miszkolca
  - Jürgen Schult, niemiecki lekkoatleta, dyskobol
- 12 maja:
  - Jorge Battaglia, paragwajski piłkarz, bramkarz
  - Lisa Martin, australijska lekkoatletka, maratonka
  - Rivo Rakotovao, malgaski polityk, p.o. prezydenta Madagaskaru
- 13 maja:
  - Yvon Cloarec, francuski kolarz torowy
  - Eckhard Schmittdiel, niemiecki szachista
- 14 maja:
  - Anne Clark, brytyjska piosenkarka, autorka piosenek, poetka
  - Marek Lasota, polski publicysta, polityk, poseł na Sejm RP
  - Dmitrij Ogaj, kazachski piłkarz, trener pochodzenia koreańskiego
  - Simonetta Sommaruga, szwajcarska polityk, prezydent Szwajcarii
  - György Udvardy, węgierski duchowny katolicki, biskup Peczu
  - Barbara Włodarczyk, polska dziennikarka
- 15 maja:
  - Alison Jackson, angielska fotografik
  - Zofia Kiełpińska, polska biegaczka narciarska, biathlonistka
  - Rimas Kurtinaitis, litewski koszykarz
  - Nguyễn Mạnh Tường, wietnamski strzelec sportowy
- 16 maja:
  - Petre Becheru, rumuński sztangistka
  - Landon Deireragea, naurański polityk
  - Gabriele Lesser, niemiecka historyk, dziennikarka
- 17 maja:
  - Jan Duda, polski rolnik, polityk, poseł na Sejm RP
  - Simon Fuller, brytyjski menedżer muzyczny, producent telewizyjny
  - Agnieszka Kołakowska, polska filozof i filolog klasyczny, tłumaczka i publicystka
  - Branko Miljuš, chorwacki piłkarz
  - Pedro Pasculli, argentyński piłkarz, trener
  - Vlastimil Válek, czeski lekarz, polityk i samorządowiec
- 18 maja:
  - Jari Kurri, fiński hokeista, działacz sportowy
  - Jozef Mikuš, słowacki samorządowiec, polityk
  - Yannick Noah, francuski tenisista pochodzenia kameruńskiego
  - Fernando Salinas, boliwijski piłkarz
  - Sean Yates, brytyjski kolarz szosowy
- 19 maja:
  - Daniel Grataloup, francuski pilot rajdowy
  - Yazz, brytyjska piosenkarka
- 20 maja:
  - John Billingsley, amerykański aktor
  - Philippe Blain, francuski siatkarz, trener
  - Tony Goldwyn, amerykański aktor, reżyser filmowy i telewizyjny
  - Don Symon, nowozelandzki wioślarz
  - Wanda Wójtowiec, polska lekkoatletka, biegaczka średniodystansowa
- 21 maja:
  - Jelena Chłopcewa, białoruska wioślarka
  - Françoise Hetto-Gaasch, luksemburska działaczka samorządowa, polityk
  - Roberto Ierusalimschy, brazylijski informatyk pochodzenia żydowskiego
  - Jolanta Królikowska, polska florecistka
  - Zigurds Lanka, łotewski szachista, trener
  - Liang Jinrong, chiński szachista
  - Ischak Masalijew, kirgiski polityk
  - Mohanlal Vishwanathan Nair, indyjski aktor, scenarzysta i producent filmowy, wokalista
  - Žarko Obradović, serbski polityk
  - Władimir Salnikow, rosyjski pływak
  - Dariusz Szymczycha, polski dziennikarz, urzędnik państwowy
- 22 maja:
  - Hideaki Anno, japoński reżyser filmów animowanych
  - Roger Casale, brytyjski polityk
- 23 maja:
  - Linden Ashby, amerykański aktor
  - Valerija Pride, rosyjska socjolog, futurolog, teoretyk transhumanizmu
- 24 maja:
  - Stojan Bałow, bułgarski zapaśnik
  - Pat Bonner, irlandzki piłkarz, bramkarz
  - Charlie Dent, amerykański polityk
  - Guy Fletcher, brytyjski muzyk, kompozytor, producent muzyczny, członek zespołu Dire Straits
  - Doug Jones, amerykański aktor
  - Jan Jönsson, szwedzki piłkarz, trener
  - Jerzy Kochanowski, polski historyk
  - Paul McCreesh, brytyjski dyrygent
  - Milan Stamatović, serbski polityk i samorządowiec
  - Miglena Taczewa, bułgarska prawnik, polityk
  - Kristin Scott Thomas, brytyjska aktorka
- 25 maja:
  - Majka Jeżowska, polska piosenkarka, kompozytorka
  - Amy Klobuchar, amerykańska polityk, senator pochodzenia słoweńskiego
  - Czesław Renkiewicz, polski samorządowiec, prezydent Suwałk
  - Anthea Turner, brytyjska dziennikarka, prezenterka telewizyjna, pisarka
  - Marcin Wilk, polski skoczek spadochronowy
- 26 maja:
  - Slimane Dazi, francuski aktor
  - Doug Hutchison, amerykański aktor
  - Ewa Karbowska, polska poetka, dziennikarka, publicystka, tłumaczka (zm. 2025)
  - Artur Kocięcki, polski aktor, prozaik, poeta, animator kultury
  - Dean Lukin, australijski sztangista
  - Nikon (Mironow), rosyjski biskup prawosławny
  - Artur Popek, polski malarz, grafik
  - Błażej Torański, polski dziennikarz, publicysta
  - Romas Ubartas, litewski lekkoatleta, dyskobol
- 27 maja:
  - Ray Armstead, amerykański lekkoatleta, sprinter
  - Juliusz Erazm Bolek, polski poeta, prozaik, felietonista, autor utworów scenicznych
  - Sharon Bolton, brytyjska pisarka
  - Alex Thomas Kaliyanil, indyjski duchowny katolicki, arcybiskup Bulawayo w Zimbabwe
  - Emir Mutapčić, bośniacki koszykarz
  - Ołeksandr Sydorenko, ukraiński pływak (zm. 2022)
  - Gabriel Justice Yaw Anokye, ghański duchowny katolicki, arcybiskup Kumasi
- 28 maja:
  - Aleś Arkusz, białoruski poeta, prozaik, eseista, krytyk literacki, autor tekstów piosenek, tłumacz
  - Takashi Mizunuma, japoński piłkarz
  - Scott Rigell, amerykański polityk
  - Mark Sanford, amerykański polityk, kongresmen i gubernator stanu Karolina Południowa
- 29 maja:
  - Leszek Abrahamowicz, polski aktor
  - Karl Ulrich Bartz-Schmidt, niemiecki okulista
- 30 maja:
  - Eugène Ekéké, kameruński piłkarz
  - Neri Menor Vargas, peruwiański duchowny katolicki, biskup Huánuco
  - Barbara Zdrojewska, polska kulturoznawczyni, działaczka samorządowa, polityk, przewodnicząca Rady Miasta Wrocławia i sejmiku dolnośląskiego, senator RP
- 31 maja:
  - Marco Albarello, włoski biegacz narciarski
  - Chris Elliott, amerykański aktor, reżyser, scenarzysta i producent filmowy
  - Hervé Gaymard, francuski prawnik, polityk
  - Protase Rugambwa, tanzański duchowny katolicki, arcybiskup, urzędnik Kurii Rzymskiej, kardynał
- 1 czerwca:
  - Chira Apostol, rumuńska wioślarka
  - Benoît Bertrand, francuski duchowny katolicki, biskup diecezjalny Mende
  - Tulio Díaz, kubański florecista
  - Simon Gallup, brytyjski basista, członek zespołu The Cure
  - Jan Mládek, czeski ekonomista, polityk
  - Marta Starowicz, polska koszykarka
  - Wiesław Szczepański, polski ekonomista, samorządowiec, polityk, poseł na Sejm RP
  - Ewa Wolak, polska nauczycielka, polityk, poseł na Sejm RP
- 2 czerwca:
  - Olga Bondarienko, rosyjska lekkoatletka, biegaczka długodystansowa
  - Phil Collins, angielski żużlowiec
  - Bernhard Lloyd, niemiecki kompozytor, klawiszowiec, członek zespołu Alphaville
  - Ivan Mikloš, słowacki ekonomista, polityk
  - Giovanni Paccosi, włoski duchowny katolicki
  - Bettina Schmidt, niemiecka saneczkarka
  - Vera Smole, słoweńska językoznawczyni
- 3 czerwca:
  - Leszek Bandach, polski florecista, psycholog
  - Scott Hastings, amerykański koszykarz, komentator radiowy i telewizyjny
  - Leszek Kawski, polski samorządowiec, polityk, burmistrz Wąbrzeźna
  - David Konderla, amerykański duchowny katolicki, biskup Tulsy
  - Anna Marchewka, polska lekkoatletka, profesor nauk o kulturze fizycznej
  - Dariusz Oko, polski duchowny katolicki, teolog, filozof, publicysta, wykładowca uniwersytecki
  - Carl Rackemann, australijski krykiecista
- 4 czerwca:
  - Mirosław Badurowicz, polski komandor
  - Corinne Hofmann, szwajcarska pisarka
  - John Niyiring, nigeryjski duchowny katolicki, biskup Kano
  - Paula Risikko, fińska polityk
  - Kristine Kathryn Rusch, amerykańska pisarka science fiction
- 5 czerwca:
  - Radosław Baran, polski samorządowiec, prezydent Będzina
  - Claire Fox, brytyjska publicystka, komentatorka, nauczycielka, polityk
  - Roberto Molina Carrasco, hiszpański żeglarz sportowy
  - Sławomir Pietrzak, polski muzyk, kompozytor, wokalista, producent muzyczny, multiinstrumentalista, reżyser teledysków, fotograf, wydawca
  - Charly Rössli, szwajcarski trener piłkarski
- 6 czerwca:
  - Adrián Campos, hiszpański kierowca wyścigowy (zm. 2021)
  - John Eldredge, amerykański pisarz chrześcijański
  - Wania Geszewa, bułgarska kajakarka
  - Jozef Pribilinec, słowacki lekkoatleta, chodziarz
  - Coleen Sommer, amerykańska lekkoatletka, skoczkini wzwyż
  - Maciej Świtoński, polski chirurg, autor programów telewizyjnych, muzyk
  - Steve Vai, amerykański gitarzysta, kompozytor, producent muzyczny
  - Javier Zarzalejos, hiszpański prawnik, urzędnik państwowy, polityk, eurodeputowany
- 7 czerwca:
  - Hirohiko Araki, japoński rysownik mang
  - Svetlana Dašić-Kitić, jugosłowiańska piłkarka ręczna
  - Alex Kava, amerykańska pisarka
  - Lidia Staroń, polska polityk, poseł na Sejm i senator RP
- 8 czerwca
  - Peter Heather, brytyjski historyk
  - Mick Hucknall, brytyjski wokalista, członek zespołu Simply Red
- 9 czerwca:
  - Attila Grószpéter, węgierski szachista
  - Andrzej Kryj, polski nauczyciel, samorządowiec, polityk, wicestarosta ostrowiecki, poseł na Sejm RP
  - Angelina Michajłowa, bułgarska koszykarka
- 10 czerwca:
  - Gedeon (Charon), ukraiński biskup prawosławny
  - Rūta Rutkelytė, litewska filolog, menadżer, polityk
  - Miroslav Zajonc, słowacki, kanadyjski i amerykański saneczkarz
- 11 czerwca:
  - Ryszard Dawidowicz, polski kolarz torowy
  - Jari Koskinen, fiński polityk
  - Mehmet Öz, amerykański kardio- i torakochirurg pochodzenia tureckiego
- 12 czerwca:
  - Renaud Dutreil, francuski menedżer, polityk
  - Serhij Kwasnikow, ukraiński i mołdawski piłkarz, bramkarz pochodzenia rosyjskiego
  - Hagen Stamm, niemiecki piłkarz
- 13 czerwca:
  - Leonid Kudriawcew, rosyjski pisarz science fiction
  - Antoni Parecki, polski piłkarz ręczny, bramkarz, trener
  - Jacek Wroński, polski dziennikarz, publicysta, menedżer, wykładowca akademicki
- 14 czerwca:
  - Tonie Campbell, amerykański lekkoatleta, płotkarz
  - Gary Husband, amerykański perkusista, klawiszowiec, członek zespołu Level 42
  - Grzegorz Matysik, polski aktor
  - Serhij Szebek, ukraiński sędzia piłkarski
- 15 czerwca:
  - Kim Yeong-nam, południowokoreański zapaśnik
  - Michèle Laroque, francuska aktorka
  - João Inácio Müller, brazylijski duchowny katolicki, biskup Loreny
  - Marieke van Doorn, holenderska hokeistka na trawie
- 16 czerwca:
  - Adair José Guimarães, brazylijski duchowny katolicki, biskup Rubiataby-Mozarlândii
  - Jurij Horiaczew, ukraiński piłkarz
  - Michaił Mikow, bułgarski prawnik, polityk
- 17 czerwca:
  - Hans van Baalen, holenderski polityk (zm. 2021)
  - Thomas Haden Church, amerykański aktor
  - Michelle Scutt, brytyjska lekkoatletka, sprinterka
- 18 czerwca:
  - Barbara Broccoli, amerykańska producentka filmowa
  - Françoise Schepmans, belgijska i walońska samorządowiec oraz prawnik
  - Omar Abdirashid Ali Sharmarke, somalijski polityk, premier Somalii
- 19 czerwca:
  - Jerzy Czerwiński, polski nauczyciel, polityk, poseł na Sejm i senator RP (zm. 2024)
  - Johnny Gray, amerykański lekkoatleta, średniodystansowiec
  - Kazuhito Sakae, japoński zapaśnik
- 20 czerwca:
  - Juryj Drakachrust, białoruski dziennikarz, politolog, matematyk
  - John Taylor, brytyjski basista, członek zespołu Duran Duran
- 21 czerwca:
  - Ingrīda Amantova, łotewska saneczkarka pochodzenia rosyjskiego
  - Moussa Faki, czadyjski polityk, premier Czadu, przewodniczący Komisji Unii Afrykańskiej
  - Andreas Knebel, niemiecki lekkoatleta, sprinter
  - Bogumiła Pajor, polska hokeistka na trawie
  - Robert Pantera, polski nauczyciel, polityk, poseł na Sejm RP
- 22 czerwca:
  - Erin Brockovich, amerykańska ekolog, prawnik, publicystka
  - Charles Cullen, amerykański pielęgniarz, seryjny morderca
  - Douglas Burns Kimbell, amerykański piłkarz wodny
  - Krzysztof Mikulski, polski historyk
  - Luís de Oliveira Gonçalves, angolski trener piłkarski
  - Roberto Oliveira Gonçalves do Carmo, brazylijski piłkarz, trener
  - Tracy Pollan, amerykańska aktorka
  - Eugenia Salvi, włoska łuczniczka
  - Adam Schiff, amerykański polityk, kongresmen
- 23 czerwca:
  - Witold Chomiński, polski montażysta filmowy
  - Henry Eikhlein, birmański duchowny katolicki
  - Jolanta Modlińska, polska wioślarka
  - Wanda Piątkowska-Kiestrzyn, polska wioślarka
  - Sławomir Rybicki, polski prawnik, polityk, poseł na Sejm RP
  - Graziella Santini, pochodząca z San Marino lekkoatletka, skoczkini w dal
- 24 czerwca:
  - Per Carlsén, szwedzki curler
  - Nate Carr, amerykański zapaśnik
  - Siedah Garrett, amerykańska piosenkarka, autorka piosenek
  - Erik Poppe, norweski scenarzysta i reżyser filmowy
- 25 czerwca:
  - Halim Benmabrouk, algierski piłkarz
  - Zbigniew Bizoń, polski żużlowiec
  - Juan Carlos Elizalde, hiszpański duchowny katolicki, biskup Vitorii
  - Rose Magers, amerykańska siatkarka
  - Laetitia Meignan, francuska judoczka
  - Aldo Serena, włoski piłkarz
  - Mick Waitt, angielski piłkarz, trener
- 26 czerwca:
  - Rumen Aleksandrow, bułgarski sztangista
  - Rajmonda Aleksi, albańska aktorka
  - Szamil Alijew, azerski reżyser filmowy
  - Mark Durkan, brytyjski polityk
  - Małgorzata Woźniak, polska działaczka samorządowa, polityk, poseł na Sejm RP
- 27 czerwca:
  - Janusz Darocha, polski pilot cywilny i sportowy
  - Craig Hodges, amerykański koszykarz
  - Axel Rudi Pell, niemiecki gitarzysta heavymetalowy
- 28 czerwca:
  - Andrea Benelli, włoski strzelec sportowy
  - John Elway, amerykański futbolista
  - Alan Forney, amerykański wioślarz
  - Wim Koevermans, holenderski piłkarz, trener
  - Marek Jurek, polski polityk, poseł, marszałek Sejmu RP, eurodeputowany
- 29 czerwca:
  - Piotr Bauć, polski pedagog, polityk, poseł na Sejm RP
  - Mariusz Bogdanowicz, polski muzyk jazzowy, kontrabasista, kompozytor, aranżer, publicysta, pedagog, producent muzyczny, wydawca
  - Luiz Onmura, brazylijski judoka (zm. 2024)
- 30 czerwca:
  - James Kwesi Appiah, ghański piłkarz, trener
  - Valdemir Ferreira dos Santos, brazylijski duchowny katolicki, biskup Floriano
  - Maad Ibrahim, iracki piłkarz
  - Jack McConnell, brytyjski polityk
  - Anna Šišková, słowacka aktorka
- 1 lipca:
  - Michael Glowatzky, niemiecki piłkarz
  - Mikael Håfström, szwedzki reżyser i scenarzysta filmowy
  - Evelyn King, amerykańska piosenkarka
  - Trevor Sargent, irlandzki nauczyciel, działacz ekologiczny, polityk
  - Janusz Stachyra, polski żużlowiec, trener
- 2 lipca:
  - Andrew Doyle, irlandzki rolnik, samorządowiec, polityk
  - Gbehzohngar Findley, liberyjski polityk
  - Joanna Helbin, polska łuczniczka
  - Doug LaMalfa, amerykański polityk, kongresmen
  - Elmar Məmmədyarov, azerski dyplomata, polityk
  - Dan Nica, rumuński inżynier, polityk
  - Krzysztof Zięcik, polski piłkarz, trener
- 3 lipca:
  - Zbigniew Białas, polski literaturoznawca-anglista, profesor nauk humanistycznych, prozaik i tłumacz
  - Vince Clarke, brytyjski muzyk, członek zespołów: Depeche Mode, Yazoo i Erasure
  - Norbert Kasparek, polski historyk
  - Håkan Loob, szwedzki hokeista, działacz sportowy
  - Remigius Machura, czeski lekkoatleta, kulomiot
  - Perrine Pelen, francuska narciarka alpejska
  - Brian Scott, polski dziennikarz, aktor pochodzenia gujańskiego
  - Carlo Weis, luksemburski piłkarz, trener
- 4 lipca:
  - Carlos Briseño Arch, meksykański duchowny katolicki, biskup pomocniczy miasta Meksyk, biskup Veracruz
  - Carlos Enrique Curiel Herrera, wenezuelski duchowny katolicki, biskup pomocniczy Cochabamby
  - Buenaventura Ferreira, paragwajski piłkarz
  - Phil Hogan, irlandzki polityk, eurokomisarz
  - Agnieszka Paszkowska, polska aktorka (zm. 2017)
  - Roland Ratzenberger, austriacki kierowca wyścigowy Formuły 1 (zm. 1994)
  - Alicja Rybałko, litewsko-polska poetka, tłumaczka
- 5 lipca:
  - Francesca Galli, włoska kolarka szosowa
  - Gary Gillespie, szkocki piłkarz
  - Brad Loree, kanadyjski aktor
  - Hans Magnusson, szwedzki łyżwiarz szybki
- 6 lipca:
  - Valerie Brisco-Hooks, amerykańska lekkoatletka, sprinterka
  - Ludmyła Denisowa, ukraińska polityk, prawniczka
- 7 lipca:
  - Isabelle Boéri-Bégard, francuska florecistka
  - Wojciech Olszański, polski aktor, działacz polityczny, patostreamer, reżyser inscenizacji historycznych
  - Kevin Ford, amerykański pilot wojskowy, inżynier, astronauta
  - Vincent Peillon, francuski filozof, polityk
  - Ralph Sampson, amerykański koszykarz
  - Raju Kaji Shakya, nepalski piłkarz, trener
  - Żiwko Wangełow, bułgarski zapaśnik
  - Andrzej Zaćmiński, polski historyk, nauczyciel akademicki
- 8 lipca:
  - Erio Castellucci, włoski duchowny katolicki, arcybiskup Modeny-Nonantoli
  - William Joensen, amerykański duchowny katolicki, biskup Des Moines
  - Hanspeter Kyburz, szwajcarski kompozytor
  - Yann LeCun, francusko-amerykański informatyk
  - Susanne Nielsson, duńska pływaczka
  - Andreas Schröder, niemiecki zapaśnik
  - Jeff Stork, amerykański siatkarz
- 9 lipca:
  - László Bíró, węgierski zapaśnik
  - Dr. Motte, niemiecki didżej, muzyk
- 10 lipca:
  - Seth Godin, amerykański autor książek z zakresu marketingu, bloger, mówca
  - Lynn Jennings, amerykańska lekkoatletka, biegaczka długodystansowa
  - Grzegorz Przybył, polski aktor, lektor, przedsiębiorca, pisarz, kucharz, restaurator, prawnik, polityk, samorządowiec, działacz sportowy
- 11 lipca:
  - Tomoyuki Kajino, japoński piłkarz
  - Ilie Matei, rumuński zapaśnik
  - Dżafar Panahi, irański reżyser, scenarzysta, producent i montażysta filmowy
  - Kazimierz Przybyś, polski piłkarz
  - Lynn Williams, kanadyjska lekkoatletka, biegaczka długodystansowa i przełajowa
- 12 lipca:
  - Beata Kamuda-Dudzińska, polska wioślarka (zm. 2024)
  - Kyōko Ishida, japońska siatkarka
  - Tadeusz Król, polski malarz, grafik
  - Marek Pazdur, polski piłkarz ręczny
  - Son Gap-do, południowokoreański zapaśnik
  - Sławomir Tronina, polski żużlowiec
- 13 lipca:
  - Ian Hislop, brytyjski dziennikarz, satyryk, scenarzysta
  - Iwajło Marinow, bułgarski bokser
  - Manuel Rivas Pastor, hiszpański szachista
  - José Manuel Rodrigues, portugalski dziennikarz, polityk
  - Grzegorz Sawicki, polski samorządowiec, menedżer, członek zarządu województwa opolskiego
- 14 lipca:
  - Anna Bligh, australijska polityk
  - Mircea Dumitru, rumuński filozof, nauczyciel akademicki
  - Kyle Gass, amerykański aktor, muzyk
  - Angélique Kidjo, benińska piosenkarka
  - Jane Lynch, amerykańska piosenkarka, aktorka komediowa
  - Gieorgij Pogosow, ukraiński szablista
- 15 lipca:
  - Willie Aames, amerykański aktor, reżyser, scenarzysta i producent filmowy
  - Kim Alexis, amerykańska aktorka, modelka
  - David Folley, brytyjski malarz
  - Tomasz Olszewski, polski kompozytor, autor tekstów, pieśniarz, dziennikarz
- 16 lipca:
  - Wołodymyr Hawryłow, ukraiński piłkarz, bramkarz
  - Leila Kenzle, amerykańska aktorka
  - Christoph Mörgeli, szwajcarski historyk medycyny, polityk
  - Maciej Mróz, polski historyk, politolog, watykanista, wykładowca akademicki
  - Maciej Orłoś, polski aktor, dziennikarz i prezenter telewizyjny
  - Terry Pendleton, amerykański baseballista
- 17 lipca:
  - Juan Antonio Briceño, belizeński polityk, premier Belize
  - Krzysztof Nitkiewicz, polski duchowny katolicki, biskup sandomierski
  - Frank O’Mara, irlandzki lekkoatleta, długodystansowiec
  - Robin Shou, amerykański mistrz wschodnich sztuk walki, aktor, reżyser i producent filmowy pochodzenia chińskiego
  - Dawn Upshaw, amerykańska śpiewaczka operowa (sopran)
  - Jan Wouters, holenderski piłkarz, trener
  - Damiano Zoffoli, włoski stomatolog, samorządowiec, polityk, eurodeputowany
- 18 lipca:
  - William A. Dembski, amerykański matematyk, filozof, teolog ewangelikalny
  - Simon Heffer, brytyjski historyk, dziennikarz, publicysta
  - Anne-Marie Johnson, amerykańska aktorka
  - Narciso Suárez, hiszpański kajakarz, kanadyjkarz
  - Leszek Surawski, polski generał, szef Sztabu Generalnego WP
  - Jaragi Szugajew, rosyjski zapaśnik
  - Ireneusz Wereński, polski basista
  - Lazaros Woreadis, grecki sędzia koszykówki
- 19 lipca:
  - Raúl Vicente Amarilla, paragwajski piłkarz
  - Atom Egoyan, kanadyjski reżyser filmowy pochodzenia ormiańskiego
  - Tamás Gáspár, węgierski zapaśnik
  - Elizabeth Kaitan, amerykańska aktorka, modelka pochodzenia węgierskiego
  - Paweł Kuzora, polski poeta
  - Jean-Luc Moudenc, francuski polityk, samorządowiec, mer Tuluzy
  - Joachim Wuermeling, niemiecki prawnik, polityk, eurodeputowany
- 20 lipca:
  - Claudio Langes, włoski kierowca wyścigowy
  - Bertram Meier, niemiecki duchowny katolicki, biskup Augsburga
  - Catherine Rabett, brytyjska aktorka
  - Alexandru Spiridon, mołdawski piłkarz, trener
  - Prvoslav Vujčić, serbski powieściopisarz, nowelista, poeta,
  - Mike Witt, amerykański baseballista
- 21 lipca:
  - Karl Erjavec, słoweński prawnik, polityk
  - Lance Guest, amerykański aktor
  - Adrienne King, amerykańska aktorka
  - Veselin Matić, serbski koszykarz, trener
  - Ljubomir Radanović, czarnogórski piłkarz
  - Sebastiano Somma, włoski aktor
  - Fritz Walter, niemiecki piłkarz
- 22 lipca:
  - Gary Bannister, angielski piłkarz
  - Marian Błachut, polski przedsiębiorca, polityk, samorządowiec, burmistrz Czechowic-Dziedzic
  - Janusz Bronowicz, polski generał dywizji
  - Małgorzata Flegel-Siedler, polska aktorka
  - Torben Grael, brazylijski żeglarz sportowy pochodzenia duńskiego
  - Djamel Menad, algierski piłkarz (zm. 2025)
  - Jon Oliva, amerykański muzyk, kompozytor, wokalista pochodzenia włoskiego, członek zespołu Savatage
  - Andrzej Pałasz, polski piłkarz
  - Piotr Siejka, polski aktor
  - Artur Sygulski, polski szachista
- 23 lipca:
  - Manfred Bockenfeld, niemiecki piłkarz
  - Stefan Drajewski, polski dziennikarz, krytyk teatralny i literacki
  - Susan Graham, amerykańska śpiewaczka operowa (mezzosopran)
- 24 lipca:
  - Wiaczesław Bykow, rosyjski hokeista
  - Catherine Destivelle, francuska alpinistka
  - Halina Jałowiec, polska szachistka
  - Ron Reyes, amerykański wokalista, członek zespołu Black Flag
  - Jarosław Słoma, polski polityk, samorządowiec, wicemarszałek województwa warmińsko-mazurskiego
  - Lora Szafran, polska wokalistka jazzowa
- 25 lipca:
  - Alain Robidoux, kanadyjski snookerzysta
  - Gianfranco Rotondi, włoski polityk
  - Gitte Seeberg, duńska prawnik, polityk
- 26 lipca:
  - Krzysztof Baran, polski piłkarz
  - Adrian Popescu, rumuński piłkarz
  - Catherine Vautrin, francuska polityk
- 27 lipca:
  - Jo Durie, brytyjska tenisistka
  - Wojciech Królik, polski koszykarz
  - Karol Maliszewski, polski pisarz, krytyk literacki
- 28 lipca:
  - Alex Czerniatynski, belgijski piłkarz pochodzenia polskiego
  - Mark Rowe, amerykański lekkoatleta, sprinter
- 29 lipca:
  - Siergiej Kopyłow, rosyjski kolarz torowy
  - Lee Jeong-geun, południowokoreański zapaśnik
  - Laura Molteni, włoska polityk
  - Tadeusz Stefaniak, polski doktor habilitowany
  - Didier Van Cauwelaert, francuski pisarz pochodzenia belgijskiego
- 30 lipca:
  - Marek Dopierała, polski kajakarz, kanadyjkarz
  - Richard Linklater, amerykański aktor, reżyser, scenarzysta i producent filmowy
  - Brillante Mendoza, filipiński reżyser, scenarzysta, producent, operator i scenograf filmowy
  - Jindřich Panský, czeski tenisista stołowy
  - Phan Thanh Hùng, wietnamski piłkarz, trener
  - Pete Tong, brytyjski didżej, producent muzyczny
  - Janko Veber, słoweński samorządowiec, polityk
- 31 lipca:
  - Nigel Davies, brytyjski szachista, trener
  - Dariusz Siatkowski, polski aktor (zm. 2008)
  - Ismet Štilić, bośniacki piłkarz, trener
  - Luca Ward, włoski aktor
- 1 sierpnia:
  - Chuck D, amerykański raper
  - Justyna Holm, polska poetka, autorka tekstów piosenek, tłumaczka
  - Robby Langers, luksemburski piłkarz
  - Ann Kathrin Linsenhoff, niemiecka jeźdźczyni sportowa
  - Micheál Martin, irlandzki polityk
  - Costică Olaru, rumuński kajakarz, kanadyjkarz
  - Karl-Heinz Wiesemann, niemiecki duchowny katolicki, biskup Spiry
- 2 sierpnia:
  - Olivier Gruner, francuski aktor kina karate, model, choreograf, producent filmowy
  - Virginie Ledieu, francuska aktorka głosowa
  - Neal Morse, amerykański muzyk, kompozytor
  - Joar Vaadal, norweski piłkarz
- 3 sierpnia:
  - Antonello Antinoro, włoski polityk, eurodeputowany
  - Henk Baars, holenderski kolarz przełajowy i górski
  - Ellen Becker, niemiecka wioślarka
  - Przemysław Kowalski, polski scenograf filmowy
  - Tim Mayotte, amerykański tenisista
  - Kim Milton Nielsen, duński sędzia piłkarski
  - Anna-Maria Rawnopolska-Dean, bułgarska kompozytorka, harfistka, pedagog
  - Jolanta Stalmach-Chylińska, polska lekkoatletka, sprinterka i płotkarka
  - Katarzyna Suska, polska śpiewaczka operowa (mezzosopran)
- 4 sierpnia:
  - Olli Huttunen, fiński piłkarz, bramkarz, trener
  - José Luis Rodríguez Zapatero, hiszpański polityk, premier Hiszpanii
  - Helena Sabaj, polska lekkoatletka, biegaczka średnio- i długodystansowa
- 5 sierpnia:
  - David Baldacci, amerykański prawnik, pisarz pochodzenia włoskiego
  - Wojciech Brochwicz, polski prawnik, urzędnik państwowy
  - Oļegs Burovs, łotewski polityk, burmistrz Rygi
  - Mariusz Drapikowski, polski złotnik, bursztynnik
  - Tomáš Hoskovec, czeski językoznawca, indoeuropeista
  - Pierre Jubinville, kanadyjski duchowny katolicki, biskup San Pedro w Paragwaju
  - Gérard Onesta, francuski polityk, eurodeputowany
  - Paweł Pochwała, polski reżyser, dziennikarz
  - Ferenc Salbert, francuski lekkoatleta, tyczkarz pochodzenia węgierskiego
  - Vladimír Šlechta, czeski pisarz fantasy i science fiction
  - Francis Vermaelen, belgijski kolarz szosowy
  - Aleksander Welfe, polski ekonometryk
  - Anna Wojton, polska aktorka
  - Hieronim Wrona, polski dziennikarz muzyczny
- 6 sierpnia:
  - Bogumiła Łącka, polska kajakarka
  - Philippe Omnès, francuski szermierz
  - Jacek Paruszyński, polski aktor
  - Edmund Stasiak, polski gitarzysta, członek zespołów: Lady Pank i Emigranci
- 7 sierpnia:
  - David Duchovny, amerykański aktor, reżyser, scenarzysta, producent, wokalista pochodzenia żydowsko-szkockiego
  - Franciszek Fejdych, polski samorządowiec, burmistrz Prudnika
  - Javier Garay, meksykański piłkarz, trener
  - Bruno Muccioli, sanmaryński piłkarz
  - Sławomir Oder, polski duchowny katolicki, biskup diecezjalny gliwicki
  - Rosana Pastor, hiszpańska aktorka
  - Steven Rooks, holenderski kolarz szosowy
- 8 sierpnia:
  - Ralf König, niemiecki autor komiksów
  - Piotr Krutul, polski rolnik, samorządowiec, polityk, poseł na Sejm RP
  - Paolo Pezzi, włoski duchowny katolicki, arcybiskup metropolita Moskwy
- 9 sierpnia:
  - Gian Nicola Berti, sanmaryński strzelec sportowy, prawnik, polityk
  - Helena Duć-Fajfer, polska działaczka społeczna, pochodzenia łemkowskiego
  - Roger Marshall, amerykański polityk, senator
  - Tomás Reñones, hiszpański piłkarz
  - Aldona Różanek, polska dziennikarka, literatka, fotografka, scenarzystka, malarka, teolog
  - Michaił Takow, bułgarski bokser
- 10 sierpnia:
  - Øystein Alme, norweski pisarz
  - Antonio Banderas, hiszpański aktor, reżyser i producent filmowy, model, piosenkarz
  - Nicoletta Braschi, włoska aktorka
  - Alan Campbell, irlandzki piłkarz
  - Carlos Clark, amerykański koszykarz
  - Marcel Dib, francuski piłkarz
  - Dale Ellis, amerykański koszykarz
  - Irena Haase, litewska prawnik, działaczka samorządowa, polityk
  - Paramahansa Pradźnanananda, indyjski jogin
  - Michael Stützer, duński gitarzysta, członek zespołu Artillery
  - Miloš Vystrčil, czeski polityk, samorządowiec, przewodniczący Senatu Republiki Czeskiej
- 11 sierpnia:
  - Dawid Amsalem, izraelski polityk
  - Andrzej Biernat, polski nauczyciel, polityk, poseł na Sejm RP, minister sportu i turystyki
  - Tomislav Ivković, chorwacki piłkarz, bramkarz
  - Andreas Ksantos, grecki lekarz, polityk
  - Marek Pąkciński, polski pisarz
  - Ikuzō Saitō, japoński zapaśnik
  - Teresa Soroka-Frąckowska, polska wioślarka
- 12 sierpnia – Tor Arne Granerud, norweski piłkarz, trener
- 13 sierpnia:
  - Andrzej Bednarczyk, polski malarz, grafik, rysownik i rzeźbiarz
  - Lidia Bierka, polska lekkoatletka, wieloboistka
  - Christer Gulldén, szwedzki zapaśnik
  - Djana Mata, albańska strzelczyni sportowa
  - Grażyna Molik, polska lekkoatletka, sprinterka
  - Joe Simpson, brytyjski alpinista, pisarz
  - Andrej Słabakow, bułgarski aktor, reżyser, polityk
  - Iwar Stukołkin, rosyjski pływak
  - Phil Taylor, brytyjski darter
  - Jacek Urbański, polski samorządowiec i menedżer, członek zarządu województwa lubuskiego
  - Beata Zdanowska, polska lekkoatletka, wieloboistka
- 14 sierpnia:
  - Marian Ambroziak, polski kontradmirał
  - Sarah Brightman, brytyjska wokalistka, aktorka
  - Carl Kemme, amerykański duchowny katolicki, biskup Wichity
  - Klaus-Dieter Kirchstein, niemiecki bokser
  - Igor Nikulin, rosyjski lekkoatleta, młociarz (zm. 2021)
- 15 sierpnia:
  - Ewa Bućko, polska siatkarka
  - Masaaki Kanno, japoński piłkarz, trener
- 16 sierpnia:
  - Éric Caritoux, francuski kolarz szosowy
  - Mark Ellis, brytyjski producent muzyczny
  - Timothy Hutton, amerykański aktor, reżyser i producent filmowy
- 17 sierpnia:
  - Alexandre Yikyi Bazié, burkiński duchowny katolicki, biskup pomocniczy Koudougou
  - Thomas Ernst, szwedzki szachista
  - Sean Penn, amerykański aktor, reżyser, scenarzysta i producent filmowy pochodzenia żydowsko-irlandzkiego
- 18 sierpnia:
  - Frits van Bindsbergen, holenderski kolarz szosowy
  - Ľubica Laššáková, słowacka dziennikarka, działaczka samorządowa, polityk
  - Fat Lever, amerykański koszykarz
- 19 sierpnia:
  - Stephen Hicks, kanadyjsko-amerykański filozof
  - Paul Satterfield, amerykański aktor
  - Jožef Školč, słoweński polityk
  - Jakub (Tislenko), rosyjski biskup prawosławny
- 20 sierpnia:
  - Fred Reynolds, amerykański koszykarz
  - Grażyna Dudek, polska łyżwiarka figurowa
  - Mark Langston, amerykański baseballista
  - Kleofas (Strongylis), grecki duchowny prawosławny, metropolita Szwecji i całej Skandynawii Patriarchatu Konstantynopolitańskiego
  - Sally Yates, amerykańska prawnik, prokurator
- 21 sierpnia:
  - Stefan Attefall, szwedzki polityk
  - Jacek Kasprzyk, polski polityk, poseł na Sejm RP
  - Tom Kennedy, amerykański basista, kontrabasista
  - Andrzej Ujwary, polski hokeista
- 22 sierpnia:
  - Holger Gehrke, niemiecki piłkarz, bramkarz, trener
  - Siergiej Mieniajło, rosyjski wiceadmirał rezerwy, polityk, mer Sewastopola
- 23 sierpnia:
  - Ștefan Iovan, rumuński piłkarz, trener
  - Siergiej Pałto, rosyjski fizyk, matematyk
  - Wolfgang Plagge, norweski pianista, kompozytor, pedagog
  - Chris Potter, kanadyjski aktor
  - María Cecilia del Risco, peruwiańska siatkarka
  - Gilles-Éric Séralini, francuski biolog molekularny
- 24 sierpnia:
  - Kim Christofte, duński piłkarz
  - Shinji Kobayashi, japoński piłkarz, trener
  - Tadeusz Kopeć, polski inżynier, samorządowiec, polityk, poseł na Sejm i senator RP
  - Steven Lindsey, amerykański pilot wojskowy, inżynier, astronauta
  - Cal Ripken Jr., amerykański baseballista
  - Franz Viehböck, austriacki elektrotechnik, inżynier, astronauta
- 25 sierpnia:
  - Lee Archambault, amerykański pilot wojskowy, inżynier, astronauta
  - Bujandelgerijn Bold, mongolski zapaśnik
  - Susan Brooks, amerykańska polityk, kongreswoman
  - Jonas Gahr Støre, norweski polityk
  - Josué Teixeira, brazylijski trener piłkarski
  - Grzegorz Wojciechowski, polski rolnik, samorządowiec, polityk, senator RP
- 26 sierpnia:
  - Jan Brink, szwedzki jeździec sportowy
  - Branford Marsalis, amerykański saksofonista jazzowy
  - Bernard Minier, francuski pisarz
  - Ola Ray, amerykańska aktorka, modelka
- 27 sierpnia:
  - Mark Caughey, północnoirlandzki piłkarz
  - Gary Cohn, amerykański bankier
  - Daniel Miehm, kanadyjski duchowny katolicki, biskup Peterborough
  - Tamara Polakowa, ukraińska kolarka szosowa i torowa
  - Małgorzata Prokop-Paczkowska, polska dziennikarka, posłanka na Sejm RP
- 28 sierpnia:
  - Krzysztof Budnik, polski polityk, prawnik, poseł na Sejm RP
  - Julio César Romero, paragwajski piłkarz
  - Emma Samms, brytyjska aktorka pochodzenia żydowskiego
- 29 sierpnia:
  - Tony MacAlpine, amerykański gitarzysta, kompozytor, członek zespołu Planet X
  - Marzena Machałek, polska nauczycielka, urzędniczka państwowa, polityk, poseł na Sejm RP
  - Thomas Marshburn, amerykański lekarz, astronauta
  - Milan Zgrablić, chorwacki duchowny katolicki
- 30 sierpnia:
  - Jean Bosco Baremes, papuański duchowny katolicki, biskup Port Villa na Vanuatu
  - Ben Bradshaw, brytyjski dziennikarz, polityk
  - Philippe Jourdan, francuski duchowny katolicki, biskup, administrator apostolski w Estonii
  - Jerzy Pomianowski, polski urzędnik państwowy, dyplomata
  - Thom Tillis, amerykański polityk, senator
- 31 sierpnia:
  - Vali Ionescu, rumuńska lekkoatletka, skoczkini w dal
  - Hasan Nasr Allah, libański polityk, przywódca Hezbollahu (zm. 2024)
  - Uwe Wessel, niemiecki basista, członek zespołów: Gamma Ray, Gothic Fate, Red Kick i Axe La Chapelle
- 1 września:
  - Eric Adams, amerykański polityk, burmistrz Nowego Jorku
  - Marko Mlinarić, chorwacki piłkarz
  - Jan (Popow), rosyjski biskup prawosławny
  - Joseph Williams, amerykański wokalista, kompozytor, członek zespołu Toto
- 2 września:
  - Kristin Halvorsen, norweska polityk
  - Otar Korghalidze, gruziński piłkarz, trener
  - Hiroshi Matsuda, japoński piłkarz, trener
  - Anita Poddębniak, polska aktorka
  - Paul Sirba, amerykański duchowny katolicki, biskup Duluth (zm. 2019)
  - Krzysztof Zadarko, polski duchowny katolicki, biskup pomocniczy koszalińsko-kołobrzeski
- 3 września:
  - Nataniel (Diakopanagiotis), grecki biskup prawosławny
  - Seiko Noda, japońska polityk
  - Anett Pötzsch, niemiecka łyżwiarka figurowa
  - András Rajna, węgierski kajakarz
  - Alois Stöger, austriacki związkowiec, samorządowiec, polityk
- 4 września:
  - Laurent Le Boulc’h, francuski duchowny katolicki, biskup Coutances
  - Kim Thayil, amerykański gitarzysta, kompozytor, członek zespołu Soundgarden
  - Shailesh Vara, brytyjski polityk
  - Damon Wayans, amerykański aktor, komik
- 5 września:
  - Abdullah Abdullah, afgański polityk, premier Afganistanu
  - Willie Gault, amerykański lekkoatleta, płotkarz
  - Karita Mattila, fińska śpiewaczka operowa (sopran)
  - Alicja Puszka, polska historyk (zm. 2019)
  - Adam Rychliczek, polski polityk, samorządowiec, poseł na Sejm RP
  - Maciej Szelachowski, polski reżyser filmów dokumentalnych
- 6 września:
  - Stefan Engels, niemiecki piłkarz, trener
  - Patrick Groc, francuski florecista
  - Jaime Spengler, brazylijski duchowny katolicki, arcybiskup metropolita Porto Alegre
  - Agim Sulaj, albański malarz
- 7 września:
  - Nae Caranfil, rumuński reżyser i scenarzysta filmowy
  - Phillip Rhee, amerykański aktor, kaskader
  - Algis Strelčiūnas, litewski inżynier, samorządowiec, polityk
  - Rabie Yassin, egipski piłkarz
- 8 września:
  - Alexi Grewal, amerykański kolarz szosowy pochodzenia indyjskiego
  - Aimee Mann, amerykańska piosenkarka, basistka
  - Antoine Richard, francuski lekkoatleta, sprinter
  - Giuseppe Satriano, włoski duchowny katolicki, arcybiskup Rossano-Cariati
  - Grażyna Strachota, polska aktorka, wokalistka
  - Aguri Suzuki, japoński kierowca wyścigowy
  - Wojciech Swakoń, polski inżynier
  - Jerzy Szmit, polski polityk, samorządowiec, poseł na Sejm i senator RP
- 9 września:
  - Zygmunt Berdychowski, polski polityk, poseł na Sejm RP
  - Hugh Grant, brytyjski aktor, producent filmowy
  - Piotr Kielan, polski malarz, nauczyciel akademicki
  - Rod McLachlan, amerykański aktor
  - Urmas Sisask, estoński kompozytor (zm. 2022)
  - Waldemar Tarczyński, polski ekonomista
  - Chris White, nowozelandzki wioślarz
- 10 września:
  - Alison Bechdel, amerykańska autorka komiksów
  - Colin Firth, brytyjski aktor
  - Harald Krassnitzer, austriacki aktor
  - Leo Lainer, austriacki piłkarz
  - Ainars Mielavs, łotewski piosenkarz, kompozytor, muzyk, autor tekstów
- 11 września:
  - Hiroshi Amano, japoński fizyk, laureat Nagrody Nobla
  - Predrag Nikolić, bośniacki szachista
  - Anne Ramsay, amerykańska aktorka
- 12 września:
  - Barbara Dolniak, polska prawniczka, posłanka na Sejm RP
  - Zdzisław Gawlik, polski prawnik, poseł na Sejm RP
  - Wojciech Jagielski, polski dziennikarz, publicysta
  - Ladislav Molnár, słowacki piłkarz, bramkarz
  - Barham Salih, iracki polityk, prezydent Iraku
- 13 września:
  - Jacek Lenartowicz, polski aktor, prezenter telewizyjny
  - Hubert Schwarz, niemiecki skoczek narciarski, kombinator norweski
- 14 września:
  - Sergio Angulo, kolumbijski piłkarz, trener pochodzenia panamskiego
  - Mirko Bašić, chorwacki piłkarz ręczny, bramkarz
  - Emił Czuprenski, bułgarski bokser
  - Melissa Leo, amerykańska aktorka
  - Christian Petzold, niemiecki reżyser i scenarzysta filmowy
  - Callum Keith Rennie, kanadyjski aktor pochodzenia szkockiego
  - Giovanni Renosto włoski kolarz torowy i szosowy
  - Juozas Rimkus, litewski polityk
  - Antal Róth, węgierski piłkarz, trener
  - Um Hong-gil, południowokoreański himalaista
  - Brent Cooper, nowozelandzki judoka
- 15 września:
  - Scott Thompson Baker, amerykański aktor
  - Ołeksij Czerednyk, ukraiński piłkarz, trener
  - Connie Hedegaard, duńska dziennikarka, polityk
  - Dimants Krišjānis, łotewski wioślarz
  - Oscar Miñarro, argentyński duchowny katolicki, biskup pomocniczy Merlo-Moreno
  - Michalina Plekaniec, polska hokeistka na trawie (zm. 1991)
  - Gianni Sacchi, włoski duchowny katolicki, biskup Casale Monferrato
  - Petri Sarvamaa, fiński politolog, dziennikarz, polityk, eurodeputowany pochodzenia rosyjskiego
  - Katsuyoshi Shintō, japoński piłkarz
  - Sergiu Sîrbu, mołdawski piłkarz, trener
  - Uwe Zötzsche, niemiecki piłkarz
- 16 września:
  - Danny John-Jules, brytyjski aktor, tancerz, piosenkarz
  - Taneti Mamau, kiribatyjski polityk, prezydent Kiribati
  - Mike Mignola, amerykański autor komiksów
  - Tonino Viali, włoski lekkoatleta, średniodystansowiec
- 17 września:
  - Andi Grünenfelder, szwajcarski biegacz narciarski
  - Damon Hill, brytyjski kierowca wyścigowy
  - Jan Liesen, holenderski duchowny katolicki, biskup Bredy
- 18 września:
  - Joshua Angrist, amerykański ekonomista
  - Hanna Cygler, polska pisarka, tłumaczka
  - Gayle Friesen, kanadyjska pisarka
  - Olivier de Germay, francuski duchowny katolicki, arcybiskup Lyonu
  - Nils Petter Molvær, norweski trębacz jazzowy, kompozytor
  - Joe Stump, amerykański gitarzysta, kompozytor, członek zespołu Reign of Terror
- 19 września:
  - Mozer, brazylijski piłkarz, trener
  - Viera Podhányiová, słowacka hokeistka na trawie
  - Oksana Zabużko, ukraińska pisarka, poetka, eseistka
  - Czesław Żelichowski, polski politolog, samorządowiec, polityk, senator RP
- 20 września:
  - John Barres, amerykański duchowny katolicki, biskup Rockville Centre
  - Alice Brown, amerykańska lekkoatletka, sprinterka
  - Hanne Eriksen, duńska wioślarka
  - Aleksander Famuła, polski piłkarz, bramkarz
  - James Pawelczyk, amerykański neurofizjolog, astronauta pochodzenia polskiego
  - Márcio Rossini, brazylijski piłkarz
  - Limacêdo Antônio da Silva, brazylijski duchowny katolicki, biskup pomocniczy Olindy i Recife
  - Jarosław Zieliński, polski polityk, poseł na Sejm RP
- 21 września:
  - David James Elliott, kanadyjski aktor
  - Jolanta Fedak, polska politolog, polityk, minister pracy i polityki społecznej, poseł na Sejm RP (zm. 2020)
  - Ivan Gudelj, chorwacki piłkarz, trener
- 22 września:
  - Jicchak Herzog, izraelski prawnik, polityk
  - Davor Jozić, bośniacki piłkarz
  - Wojciech Lemański, polski duchowny katolicki, publicysta, bloger
- 23 września
  - Kaisa Juuso, fińska polityk i pielęgniarka
  - Luis Moya, hiszpański pilot rajdowy
- 24 września – Gustavo Bombin Espino, hiszpański duchowny katolicki, biskup Tsiroanomandidy i Maintirano na Madagaskarze
- 25 września:
  - Ihor Biełanow, ukraiński piłkarz
  - Natalla Kaczanawa, białoruska polityk, przewodnicząca Rady Republiki Zgromadzenia Narodowego Republiki Białorusi
  - Andrzej Stasiuk, polski prozaik, poeta, dramaturg, eseista, publicysta, wydawca
  - Eduardo Yáñez, meksykański aktor
- 26 września:
  - Uwe Bein, niemiecki piłkarz
  - Vincent Connare, amerykański grafik
  - Jacek Flis, polski szachista
  - Adriana Krnáčová, czeska menedżer, polityk pochodzenia słowackiego
  - Anita Olejek, polska lekarka
  - Eric M. Runesson, szwedzki prawnik
  - Etel Szyc, polska aktorka pochodzenia żydowskiego
- 27 września:
  - Jean-Marc Barr, francuski aktor, reżyser, scenarzysta i producent filmowy
  - Anna Knapik, polska pedagog, animator kultury, wiceprezydent Tarnowa (zm. 2003)
  - David Koller, czeski muzyk, wokalista, producent muzyczny, członek zespołu Lucie
  - Patrick Lindner, niemiecki piosenkarz
  - Manfred Nerlinger, niemiecki sztangista
  - Shane O’Brien, nowozelandzki wioślarz
- 28 września:
  - Hasan Babak, irański zapaśnik
  - Mehmed Baždarević, bośniacki piłkarz, trener
  - Kevin Lawton, nowozelandzki wioślarz
  - Jennifer Rush, amerykańska piosenkarka
  - Nasser Sandjak, algierski piłkarz, trener
  - Ahmed Shobair, egipski piłkarz, bramkarz, działacz piłkarski, polityk
  - Roger Tallroth, szwedzki zapaśnik
- 29 września:
  - Fiona Johnson, nowozelandzka narciarka alpejska, olimpijka
  - Hubert Neuper, austriacki skoczek narciarski
- 30 września:
  - Massimo Bottura, włoski szef kuchni
  - Blanche Lincoln, amerykańska polityk, senator
  - Salib, egipski duchowny Koptyjskiego Kościoła Ortodoksyjnego, biskup Mit Ghamr
  - Koru Tito, kirybatyjski duchowny katolicki, biskup Tarawy i Nauru (zm. 2022)
- 1 października:
  - Jürg Bruggmann, szwajcarski kolarz szosowy
  - Piotr Gronek, polski genetyk
  - Kristina Miškinienė, litewska działaczka samorządowa, polityk
  - Mychajło Papijew, ukraiński fizyk, polityk
  - Eugeniusz Ptak, polski piłkarz
  - Magnús Stefánsson, islandzki polityk
  - Markus Tellenbach, szwajcarski przedsiębiorca
- 2 października:
  - Glenn Anderson, kanadyjski hokeista
  - Leszek Kopeć, polski dziennikarz, piosenkarz
  - Pedro van Raamsdonk, holenderski bokser
- 3 października:
  - Batyr Berdiýew, turkmeński polityk i dyplomata, minister spraw zagranicznych Turkmenistanu
  - Pascal Durand, francuski prawnik, polityk, eurodeputowany
  - Elżbieta Gapińska, polska nauczycielka, działaczka samorządowa, polityk, poseł na Sejm RP
- 4 października:
  - Francisco Alcaraz, paragwajski piłkarz
  - Peter Holmberg, żeglarz sportowy z Wysp Dziewiczych Stanów Zjednoczonych
  - Yvette Popławska, polska dziennikarka, reportażystka, poetka, pisarka, eseistka
- 5 października:
  - Daniel Baldwin, amerykański aktor, producent i reżyser filmowy i telewizyjny
  - Careca, brazylijski piłkarz, trener
  - Ewangelia Dzambazi, grecka bizneswoman, działaczka społeczna i sportowa, polityk
  - Elżbieta Krawczuk-Trylińska, polska lekkoatletka, skoczkini wzwyż (zm. 2017)
  - Dan Plato, południowoafrykański samorządowiec, burmistrz Kapsztadu
- 6 października:
  - Wolfgang Beinert, niemiecki grafik, designer, typograf
  - Krzysztof Ćwikliński, polski poeta, historyk i krytyk literatury
  - Jurij Fied´kin, rosyjski strzelec sportowy
  - Teognost (Guzikow), rosyjski biskup prawosławny
  - Yves Leterme, belgijski polityk, premier Belgii
  - Siergiej Ponomarienko, rosyjski łyżwiarz figurowy
  - Jeff Trachta, amerykański aktor, wokalista
  - Krzysztof Tomasz Witczak, polski filolog klasyczny
- 7 października:
  - Warrington Gillette, amerykański aktor niezawodowy, bankier
  - Viktor Lazlo, francusko-belgijska piosenkarka
  - Marita Payne, kanadyjska lekkoatletka, sprinterka pochodzenia barbadoskiego
- 8 października:
  - Andrea Anastasi, włoski siatkarz, trener
  - Juryj Puntus, białoruski piłkarz, trener
  - Rimantas Šadžius, litewski polityk
  - Marek Szerszyński, polski kolarz szosowy
- 9 października:
  - Ottavio Dantone, włoski dyrygent, klawesynista
  - Kenny Garrett, amerykański saksofonista jazzowy
  - Paweł Mazanka, polski duchowny katolicki
  - José Mazuelos Pérez, hiszpański duchowny katolicki, biskup Wysp Kanaryjskich
  - Piero Poli, włoski wioślarz
- 10 października:
  - Khadija Arib, holenderska polityk, przewodnicząca holenderskiego parlamentu
  - Ozan Ceyhun, niemiecki polityk, eurodeputowany pochodzenia tureckiego
  - Karra Elejalde, hiszpański aktor, reżyser i scenarzysta filmowy narodowości baskijskiej
  - Guy Henry, brytyjski aktor
  - Urszula Kielan, polska lekkoatletka, skoczkini wzwyż
  - Paweł Król, polski piłkarz
  - Arlene McCarthy, brytyjska polityk, eurodeputowana
  - Ralf Raps, niemiecki piłkarz, bramkarz
  - Simon Townshend, brytyjski gitarzysta, wokalista, członek zespołu The Who
- 11 października:
  - Nicola Bryant, brytyjska aktorka
  - Andrzej Malina, polski zapaśnik, trener
  - Aleksandr Panfiłow, radziecki kolarz torowy
  - Gábor Pölöskei, węgierski piłkarz, trener
  - Mirosław Wędrychowicz, polski nauczyciel, samorządowiec, burmistrz Biecza
- 12 października:
  - Grigorij Diemidowcew, rosyjski prozaik, dramaturg
  - Andrzej Kądziołka, polski hokeista
  - John Chrisostom Ndimbo, tanzański duchowny katolicki, biskup Mbinga
  - Hiroyuki Sanada, japoński aktor
  - Aminata Touré, senegalska polityk, premier Senegalu
- 13 października:
  - Joey Belladonna, amerykański muzyk, wokalista pochodzenia włoskiego, członek zespołu Anthrax
  - Otto Guevara, kostarykański polityk
  - Vicky Hartzler, amerykańska polityk, kongreswoman
  - Nelson Vails, amerykański kolarz torowy
- 14 października:
  - Dariusz Bożek, polski samorządowiec, prezydent Tarnobrzega
  - Steve Cram, brytyjski lekkoatleta, średniodystansowiec
  - Marta Urbanová, czeska hokeistka na trawie
  - Piotr Zawadzki, polski aktor
- 15 października:
  - Osvaldo Escudero, argentyński piłkarz, trener
  - Michael Lewis, amerykański dziennikarz, pisarz
  - Przemysław Pacia, polski polityk
  - Gene Samuel, trynidadzko-tobagijski kolarz torowy i szosowy
- 16 października:
  - Benno Elbs, austriacki duchowny katolicki, biskup Feldkirch
  - Ołeksandr Krasylnykow, ukraiński przedsiębiorca, działacz piłkarski, polityk
  - Tom MacArthur, amerykański polityk, kongresmen
  - Maia Pandżikidze, gruzińska dyplomatka, polityk
  - Petra Pfaff, niemiecka lekkoatletka, płotkarka
  - Jiří Rusnok, czeski ekonomista, polityk, premier Czech
  - Graeme Sharp, szkocki piłkarz, trener
  - Bjarni Sigurðsson, islandzki piłkarz, bramkarz
  - Iris Völkner, niemiecka wioślarka
- 17 października:
  - Rob Marshall, amerykański reżyser filmowy i teatralny, choreograf
  - Andrzej Martyniuk, polski siatkarz
  - Krzysztof Plewka, polski aktor
  - Hartmut Weber, niemiecki lekkoatleta, sprinter
- 18 października:
  - Wojciech Kostrzewa, polski menedżer i przedsiębiorca
  - Craig C. Mello, amerykański biochemik, laureat Nagrody Nobla
  - John Schwartzman, amerykański operator filmowy
  - Yoon Suk-yeol, południowokoreański polityk, prezydent Republiki Korei
  - Mariusz Urbanek, polski pisarz, publicysta
  - Jean-Claude Van Damme, belgijski aktor, reżyser, scenarzysta i producent filmowy
- 19 października:
  - Jim Thomas, amerykański koszykarz, trener
  - Beate Eriksen, norweska aktorka, reżyserka filmowa
  - Ignacio González González, hiszpański prawnik, polityk
  - Józef Klim, polski nauczyciel, polityk, poseł na Sejm RP
  - Takeshi Koshida, japoński piłkarz
  - Dave Saunders, amerykański siatkarz
  - Vitorino Soares, portugalski duchowny katolicki, biskup pomocniczy Porto
  - Dan Woodgate, brytyjski perkusista, członek zespołów: Madness i Voice of the Beehive(inne języki)
- 20 października:
  - Lepa Brena, bośniacka piosenkarka, aktorka
  - Ryszard Faszyński, polski polityk, poseł na Sejm RP
  - Peter G. Fitzgerald, amerykański prawnik, polityk, senator
  - Krzysztof Wójcik, polski siatkarz, trener
- 21 października:
  - Nijolė Bluškytė, litewska lekkoatletka, skoczkini w dal
  - Barbara Kaczorowska, polska szachistka
  - Connie Laliberte, kanadyjska curlerka
  - Dariusz Zielke, polski lekkoatleta, skoczek wzwyż
- 22 października:
  - Andrea Bellandi, włoski duchowny katolicki, arcybiskup Salerno-Campagna-Acerno
  - Ed Repka, amerykański grafik
  - Víťo Staviarsky, słowacki pisarz
  - Harri Toivonen, fiński kierowca wyścigowy i rajdowy
- 23 października:
  - Mirwais Ahmadzaï, francuski muzyk, kompozytor, producent muzyczny pochodzenia afgańsko-włoskiego
  - Wayne Rainey, amerykański motocyklista wyścigowy
  - Ryszard Wilczyński, polski polityk, samorządowiec, wojewoda opolski
  - Dorota Zięciowska, polska aktorka
- 24 października:
  - Lube Boszkoski, macedoński polityk
  - Gina T, holenderska piosenkarka
  - Joachim Winkelhock, niemiecki kierowca wyścigowy
  - BD Wong, amerykański aktor
- 25 października:
  - Rima Baškienė, litewska inżynier, działaczka samorządowa, polityk
  - Stefania Craxi, włoska polityk
  - Jarosław Czubiński, polski prawnik, dyplomata
  - Sergio Díaz, meksykański piłkarz, trener
  - Pavel Helebrand, czeski kompozytor
  - Hong Sang-soo, południowokoreański reżyser, scenarzysta i producent filmowy
  - Osvaldo Ríos, portorykański aktor, model, piosenkarz
  - Tomasz Siminiak, polski kardiolog
  - Tomasz Swędrowski, polski dziennikarz i komentator sportowy
- 26 października:
  - Félicien Mwanama, kongijski duchowny katolicki, biskup Luizy
  - Christopher Rinke, kanadyjski zapaśnik
  - Mark Schultz, amerykański zapaśnik
  - Joseph Vũ Văn Thiên, wietnamski duchowny katolicki, biskup Hải Phòng, arcybiskup Hanoi
- 28 października:
  - Ivana Andrlová, czeska aktorka
  - Jerzy Gut, polski generał brygady
  - Yōko Kagabu, japońska siatkarka
  - Warłam (Merticariu), rumuński biskup prawosławny
  - Ołeksandr Perwij, radziecki sztangista (zm. 1985)
- 29 października:
  - Helena André, portugalska działaczka związkowa, polityk
  - Jesse Barfield, amerykański baseballista
  - Michael Carter, amerykański lekkoatleta, kulomiot, futbolista
  - Mykoła Haber, ukraiński polityk
  - Władimir Kim, kazachski przedsiębiorca, miliarder pochodzenia koreańskiego
  - Grant Parker, nowozelandzki zapaśnik
- 30 października:
  - Andrzej Gut-Mostowy, polski polityk
  - Diego Maradona, argentyński piłkarz (zm. 2020)
  - Halina Zielińska, polska siatkarka
- 31 października:
  - Tadeusz Aziewicz, polski ekonomista, polityk, poseł na Sejm RP
  - Arnaud Desplechin, francuski reżyser i scenarzysta filmowy
  - Héctor Esparza, meksykański piłkarz, trener
  - Cyrus Reza Pahlawi, irański książę
  - Stanisław Pasoń, polski polityk, przedsiębiorca, poseł na Sejm RP
- 1 listopada:
  - Tim Cook, amerykański informatyk, przedsiębiorca
  - Stanisław Honczarenko, ukraiński piłkarz, trener
  - Marijan Pušnik, słoweński trener piłkarski
  - Weronika Skworcowa, rosyjska neurolog, neurofizjolog, polityk
  - Fernando Valenzuela, meksykański baseballista (zm. 2024)
- 2 listopada:
  - Bruce Baumgartner, amerykański zapaśnik
  - Andy Borg, austriacki piosenkarz
  - Rosalyn Fairbank, południowoafrykańska tenisistka
  - Anu Malik, indyjski muzyk, kompozytor
- 3 listopada:
  - Andrzej Iwanecki, polski duchowny rzymskokatolicki, biskup pomocniczy gliwicki
  - Karch Kiraly, amerykański siatkarz
  - Paul Ruto, kenijski lekkoatleta, średniodystansowiec
  - Bogusław Winid, polski dyplomata
- 4 listopada:
  - Antoni Fijarczyk, polski piłkarz, sędzia piłkarski
  - Kathy Griffin, amerykańska aktorka, komik
  - Agnes Jongerius, holenderska polityk
- 5 listopada:
  - Alain Geiger, szwajcarski piłkarz
  - Tilda Swinton, brytyjska aktorka
- 6 listopada:
  - Wolfgang Bischof, niemiecki duchowny katolicki, biskup pomocniczy Monachium i Fryzyngi
  - Zdzisław Kwaśny, polski lekkoatleta, młociarz
  - Tomasz Michałowski, polski nauczyciel, związkowiec, polityk, senator RP
  - Kevin Neufeld, kanadyjski wioślarz
  - Agata Siecińska, polska malarka, aktorka
- 7 listopada:
  - Sławomir Kałuziński, polski generał pilot
  - Linda Nagata, amerykańska pisarka science fiction
  - Alexander Sample, amerykański duchowny katolicki, arcybiskup metropolita Portland
  - Tommy Thayer, amerykański gitarzysta, członek zespołu Kiss
- 8 listopada:
  - Elizabeth Avellan, amerykańska producentka filmowa
  - Guriasz (Fiodorow), rosyjski biskup prawosławny
  - Dragan Kanatłarowski, macedoński piłkarz
  - Oleg Mieńszykow, rosyjski aktor
  - Jerzy Szyłak, polski naukowiec, scenarzysta komiksowy
- 9 listopada:
  - Andreas Brehme, niemiecki piłkarz, trener (zm. 2024)
  - Roland Dickgießer, niemiecki piłkarz, trener
  - Vítor Gaspar, portugalski ekonomista, polityk
  - Beata Świerczyńska, polska architekt, polityk, poseł na Sejm RP
- 10 listopada:
  - Georg Fischer, niemiecki biathlonista, biegacz narciarski
  - Neil Gaiman, brytyjski pisarz, scenarzysta filmowy
  - Piotr Michnikowski, polski rzeźbiarz
- 11 listopada:
  - Lawrence Bayne, kanadyjski aktor
  - Jean-Philippe Durand, francuski piłkarz
  - Marcel Koller, szwajcarski piłkarz, trener
  - Peter Parros, amerykański aktor, scenarzysta i producent filmowy
  - Waldemar Rakocy, polski misjonarz św. Wincentego a Paulo, profesor nauk teologicznych
  - Stanley Tucci, amerykański aktor, reżyser, producent filmowy pochodzenia włoskiego
  - Bill Lobley, amerykański lektor filmowy, radiowy, telewizyjny oraz dubbingowy
- 12 listopada:
  - Mirosław Jasiński, polski reżyser, scenarzysta, polityk, dyplomata
  - Gunārs Kūtris, łotewski kryminolog i specjalista ds. prawa konstytucyjnego
  - Andrzej Nowak, polski historyk, publicysta, sowietolog
  - Kevin Ratcliffe, walijski piłkarz
  - Elio Vito, włoski polityk
- 13 listopada:
  - Krzysztof Bochenek, polski aktor
  - Neil Flynn, amerykański aktor, komik
  - Sławomir Jóźwik, polski reżyser, aktor
  - Jarosław Kamiński, polski montażysta filmowy
  - Pawieł Konowałow, rosyjski lekkoatleta, sprinter
- 14 listopada:
  - Bernard Brandt, szwajcarski narciarz dowolny
  - Bernardo Comas, kubański bokser
  - Juan Gabriel Diaz Ruiz, kubański duchowny katolicki, biskup Ciego de Avila
  - Martín Fassi, argentyński duchowny katolicki, biskup pomocniczy San Isidro
  - Constance Le Grip, francuska polityk
  - László Prukner, węgierski piłkarz, trener
  - Ola By Rise, norweski piłkarz, bramkarz
  - Judy Simpson, brytyjska lekkoatletka, wieloboistka pochodzenia jamajskiego
- 15 listopada:
  - Jutta Behrendt, niemiecka wioślarka
  - Tomasz Dobrowolski, polski operator filmowy i telewizyjny
  - Leszek Murzyn, polski nauczyciel, polityk, poseł na Sejm RP (zm. 2021)
- 16 listopada:
  - Damien Carême, francuski samorządowiec, polityk
  - Martina Schröter, niemiecka wioślarka
  - Elina Zwierawa, białoruska lekkoatletka, dyskobolka
- 17 listopada:
  - Marek Bielecki, polski aktor
  - Otacílio Ferreira de Lacerda, brazylijski duchowny katolicki, biskup Guanhães
  - Paolo Ferrero, włoski polityk
  - Jonathan Ross, brytyjski dziennikarz, krytyk filmowy
  - RuPaul, amerykański drag queen, wokalista, aktor
  - Frank Spotnitz, amerykański scenarzysta i producent filmowy
  - Steve Stipanovich, amerykański koszykarz pochodzenia serbsko-chorwackiego
- 18 listopada:
  - Stefania Giannini, włoska językoznawczyni, polityk
  - Jiang Yi-huah, tajwański polityk, premier Tajwanu
  - Kent-Olle Johansson, szwedzki zapaśnik
  - Ivans Klementjevs, łotewski kajakarz, kanadyjkarz, polityk pochodzenia rosyjskiego
  - Elizabeth Perkins, amerykańska aktorka
  - Kim Wilde, brytyjska piosenkarka
- 19 listopada:
  - Per Carlén, szwedzki piłkarz ręczny, trener
  - Ljubo Germič, słoweński inżynier, polityk
  - Barrie Mabbott, nowozelandzki wioślarz
  - Don Ross, kanadyjski gitarzysta
  - Matt Sorum, amerykański perkusista, członek zespołów: Guns N’ Roses i Velvet Revolver
- 20 listopada:
  - Allen Chastanet, polityk, premier Saint Lucia
  - Ye Jiangchuan, chiński szachista, trener
- 21 listopada:
  - Elżbieta Kapusta, polska lekkoatletka, sprinterka
  - Andriej Kobiakow, białoruski polityk
  - Walentina Popowa, rosyjska tenisistka stołowa
  - Maciej Strzembosz, polski producent i scenarzysta filmowy
- 22 listopada:
  - Leos Carax, amerykański reżyser, scenarzysta i krytyk filmowy
  - Kevin MacDonald, szkocki piłkarz, trener
- 23 listopada:
  - Jean-Paul Bourelly, amerykański gitarzysta, wokalista
  - Sam Ermolenko, amerykański żużlowiec
  - Jan Pawłowski, polski duchowny katolicki, arcybiskup, nuncjusz apostolski
- 24 listopada:
  - Amanda Wyss, amerykańska aktorka
  - Christophe Héral, francuski kompozytor muzyki filmowej oraz muzyki do gier wideo
- 25 listopada:
  - Juliusz Erazm Bolek, polski prozaik, poeta, felietonista
  - Amy Grant, amerykańska piosenkarka
- 26 listopada:
  - Wasyl Bubka, ukraiński lekkoatleta, tyczkarz
  - Jack Markell, amerykański polityk
  - Delio Rossi, włoski piłkarz, trener
  - Claude Turmes, luksemburski polityk
- 27 listopada:
  - Ugo Cappellacci, włoski samorządowiec, polityk
  - Stéphane Freiss, francuski aktor, reżyser filmowy, telewizyjny i teatralny
  - Patrice Garande, francuski piłkarz, trener
  - Paulina García, chilijska aktorka
  - Jurij Gazzajew, rosyjski piłkarz, trener
  - Eike Immel, niemiecki piłkarz, bramkarz
  - Nigel Marven, brytyjski zoolog, ornitolog, aktor
  - Akinobu Osako, japoński judoka
  - Tim Pawlenty, amerykański polityk pochodzenia polsko-niemieckiego
  - Maria Schneider, amerykańska kompozytorka, aranżerka i dyrygentka jazzowa
  - Keith Trask, nowozelandzki wioślarz
  - Julia Tymoszenko, ukraińska ekonomistka, polityk, premier Ukrainy
  - Gianni Vernetti(inne języki), włoski polityk
- 28 listopada:
  - Víctor Fernández, hiszpański piłkarz, trener
  - John Galliano, brytyjski projektant mody
- 29 listopada:
  - Jean-Pierre Lorit, francuski aktor
  - Cathy Moriarty, amerykańska aktorka
- 30 listopada:
  - Hiam Abbass, palestyńska aktorka, reżyserka filmowa
  - Gary Lineker, angielski piłkarz
  - Jean-Louis Zanon, francuski piłkarz
- 1 grudnia:
  - Carol Alt, amerykańska aktorka, modelka
  - Janusz Barański, polski etnolog, antropolog kulturowy, wykładowca akademicki
  - Andrea Ehrig-Mitscherlich, niemiecka łyżwiarka szybka
  - Waldemar Celary, polski entomolog, wykładowca akademicki
  - Norberto Oberburger, włoski sztangista
  - Ari Valvee, fiński piłkarz
- 2 grudnia:
  - Siergiej Butenko, rosyjski piłkarz, trener
  - Justus von Dohnányi, niemiecki aktor pochodzenia węgierskiego
  - Deb Haaland, amerykańska polityk, kongreswoman
  - Jacek Mikołajczak, polski aktor, lektor
  - Anda Šafranska, francuska szachistka pochodzenia łotewskiego
  - Enrique Sánchez Martínez, meksykański duchowny katolicki, biskup Nuevo Laredo
  - Rick Savage, brytyjski basista, członek zespołu Def Leppard
  - Sydney Youngblood, amerykański piosenkarz, aktor i kompozytor
- 3 grudnia:
  - Ben Bottoms, amerykański aktor
  - Alena Dzikawicka, białoruska pedagog i psycholog dziecięca, polityk
  - Jam El Mar, niemiecki muzyk, producent muzyczny
  - Daryl Hannah, amerykańska aktorka
  - Igor Łarionow, rosyjski hokeista
  - Julianne Moore, amerykańska aktorka
  - Steven Swanson, amerykański inżynier, astronauta
- 4 grudnia:
  - Barbara Gruszka-Zych, polska poetka, dziennikarka, reporterka, krytyk literacki
  - Glynis Nunn, australijska lekkoatletka, wieloboistka
- 5 grudnia:
  - Peter Baldacchino, amerykański duchowny katolicki pochodzenia maltańskiego, biskup Las Cruces
  - Günter Hermann, niemiecki piłkarz
  - Tomasz Kordeusz, polski piosenkarz, autor tekstów, kompozytor
  - Bogdan Kuliga, polski strażak, nadbrygadier
  - Paul Abel Mamba, senegalski duchowny katolicki, biskup Ziguinchor
  - Crispin Varquez, filipiński duchowny katolicki, biskup Borongan
- 7 grudnia:
  - Jacob Barnabas Aerath, indyjski duchowny syromalankarski, biskup Gurgaon (zm. 2021)
  - Abdellatif Kechiche, tunezyjsko-francuski aktor, reżyser i scenarzysta filmowy
  - Andrzej Mierzejewski, polski kolarz szosowy
  - István Szelei, węgierski florecista
- 8 grudnia:
  - Dan Cumming, australijski zapaśnik
  - Bill McKibben, amerykański dziennikarz, działacz ekologiczny
  - Saulius Nefas, litewski pedagog, samorządowiec, polityk
  - Inger Helene Nybråten, norweska biegaczka narciarska
  - Antonysamy Savarimuthu, indyjski duchowny katolicki, biskup Palayamkottai
  - Helga Schmid, niemiecka dyplomatka
  - Zhou Suying, chińska kolarka torowa
- 9 grudnia:
  - Christoph Chorherr, austriacki polityk
  - Alicja Ciskowska, polska łuczniczka
  - Caroline Lucas, brytyjska polityk
  - Jeff Marsh, amerykański twórca filmów animowanych
  - Dobroslav Paraga, chorwacki polityk
  - Tomasz Sianecki, polski dziennikarz
- 10 grudnia:
  - Rati Agnihotri, indyjska aktorka
  - Grzegorz Banaś, polski polityk, wojewoda świętokrzyski, senator RP
  - Kenneth Branagh, brytyjski aktor, reżyser i scenarzysta filmowy
  - Lang Ping, chińska siatkarka, trenerka
  - Mark Takano, amerykański polityk, kongresmen pochodzenia japońskiego
- 11 grudnia:
  - Benjamín Galindo, meksykański piłkarz, trener
  - Frode Grytten, norweski pisarz, dziennikarz
  - Mirosław Karapyta, polski polityk, samorządowiec, wojewoda podkarpacki, marszałek województwa podkarpackiego
  - John Lukic, angielski piłkarz, bramkarz pochodzenia serbskiego
  - Piotr Natanek, polski suspendowany duchowny katolicki
  - Rachel Portman, brytyjska kompozytorka muzyki filmowej
- 12 grudnia:
  - Volker Beck, niemiecki polityk
  - Gabriel Corrado, argentyński aktor
  - Valter Giuliani, włoski astronom
  - Martina Hellmann, niemiecka lekkoatletka, dyskobolka
  - Krzysztof Kosedowski, polski bokser
  - Gabriela Lenartowicz, polska działaczka samorządowa, polityk, wicewojewoda śląski, poseł na Sejm RP
  - Komlan Mally, togijski polityk, premier Togo
  - Jacek Najder, polski dyplomata
  - Jaap van Zweden, holenderski dyrygent i skrzypek
- 13 grudnia:
  - José Eduardo Agualusa, angolski pisarz
  - Rusty Cundieff, amerykański aktor, reżyser i scenarzysta filmowy
  - Oliver Doeme, nigeryjski duchowny katolicki, biskup Maiduguri
  - Trey Gunn, amerykański muzyk, kompozytor, członek zespołu UKZ
  - Thomas Horschel, niemiecki zapaśnik
  - Henryk Ostrowski, polski związkowiec, polityk, poseł na Sejm RP (zm. 2021)
  - Wojciech Wojtasiak, polski elektronik
- 14 grudnia:
  - Catherine Coleman, amerykańska chemik, astronautka
  - Wolf Haas, austriacki piłkarz
  - Ebrahim Ra’isi, irański duchowny szyicki, prezydent Iranu (zm. 2024)
  - Chris Waddle, angielski piłkarz
  - Diane Williams, amerykańska lekkoatletka, sprinterka
- 15 grudnia:
  - Gerard County, trynidadzko-tobagijski duchowny katolicki, biskup Kingstown
  - Jan Nilsson, szwedzki kierowca wyścigowy
  - Tom Sundby, norweski piłkarz
- 16 grudnia:
  - Sid Eudy, amerykański wrestler (zm. 2024)
  - Sławomir Nowosad, polski duchowny katolicki, teolog-moralista
- 17 grudnia:
  - Moreno Argentin, włoski kolarz szosowy
  - Miroslav Kalousek, czeski polityk
  - Marin Rajkow, bułgarski polityk, dyplomata, premier Bułgarii
  - Bernard Shlesinger, amerykański duchowny katolicki, biskup pomocniczy Atlanty
- 18 grudnia:
  - Jarosław Kita, polski historyk
  - Waldemar Lodziński, polski dziennikarz, sportowy
  - Léhadi Soglo, beniński polityk
  - María Antonia Trujillo, hiszpańska prawnik, polityk
- 19 grudnia:
  - Rafał Baranowski, polski kardiolog, profesor nauk medycznych
  - Dave Hutchinson, brytyjski pisarz science fiction
  - Sławomir Kowalski, polski generał dywizji
  - Bernard Pardo, francuski piłkarz
  - Juan José Pineda, honduraski duchowny katolicki, biskup pomocniczy Tegucigalpy
- 20 grudnia:
  - Jiří Hynek, czeski przedsiębiorca, menedżer, polityk
  - Kim Ki-duk, południowokoreański aktor, reżyser filmowy (zm. 2020)
  - Mariusz Piasecki, polski hokeista
- 21 grudnia:
  - Milan Ivanović, australijski piłkarz pochodzenia serbskiego
  - Janusz Kasperek, polski pilot (zm. 1998)
  - Zenon Kuchciak, polski dyplomata, urzędnik państwowy
- 22 grudnia:
  - Jean-Michel Basquiat, amerykański artysta (zm. 1988)
  - Kassim Majaliwa, tanzański polityk, premier Tanzanii
  - Tomasz Szyszko, polski polityk, poseł na Sejm RP
- 23 grudnia:
  - Philippe Szanyiel, francuski koszykarz, trener
  - Guðmundur Guðmundsson, islandzki piłkarz ręczny, trener
  - Edward Weisenburger, amerykański duchowny katolicki, biskup Saliny
  - Andrzej Wiśniewski, polski gitarzysta, kompozytor
- 24 grudnia:
  - Emmanuel Félémou, gwinejski duchowny katolicki, biskup Kankanu (zm. 2021)
  - Marat Gelman, rosyjski marszand, menedżer, publicysta pochodzenia żydowskiego
  - Yves Le Saux, francuski duchowny katolicki, Le Mans
  - Lutwi Mestan, bułgarski polityk pochodzenia tureckiego
  - Mirosław Mordel, polski kontradmirał
  - Charles Ng, amerykański seryjny morderca pochodzenia chińskiego
  - Fuyumi Ono, japońska pisarka
  - Erik Rasmussen, duński piłkarz, trener
  - Zane Coleman, nowozelandzki zapaśnik
- 26 grudnia:
  - Gary Bohay, kanadyjski zapaśnik
  - Aziz Bouderbala, marokański piłkarz
  - Ireneusz Dydliński, polski aktor, reżyser i producent teatralny
  - Otakar Janecký, czeski hokeista
- 27 grudnia:
  - Maryam d’Abo, brytyjska aktorka pochodzenia gruzińsko-holenderskiego
  - Jeff Fortenberry, amerykański polityk, kongresmen
  - Martin Glover, brytyjski basista, producent muzyczny
  - Nermin Nikšić, bośniacki polityk, premier Bośni i Hercegowiny
  - Anton Rop, słoweński polityk, premier Słowenii
  - Philippe Szanyiel, francuski koszykarz
- 28 grudnia:
  - Ray Bourque, kanadyjski hokeista
  - John Fitzgerald, australijski tenisista
  - Terri Garber, amerykańska aktorka
  - Chad McQueen, amerykański aktor (zm. 2024)
- 29 grudnia:
  - Carola Anding, niemiecka biegaczka narciarska
  - Robert Flisiak, polski lekarz
  - Kayoko Kishimoto, japońska aktorka
  - Thomas Lubanga, kenijski watażka
- 30 grudnia:
  - Mike Bost, amerykański polityk
  - Roberto Venturini, sanmaryński polityk
  - Heather Wilson, amerykańska polityk
- 31 grudnia:
  - Steve Bruce, angielski piłkarz, trener
  - Siv Lunde, norweska biathlonistka
  - Pedro Javier Torres, argentyński duchowny katolicki, biskup pomocniczy Córdoby
- data dzienna nieznana: 
  - William Bernhardt, amerykański pisarz
  - Piotr Cieplak, polski reżyser teatralny
  - Edmund Kizik, polski historyk
  - Tomasz Kranz, polski germanista, historyk i muzealnik
  - Andrzej Leder, polski filozof kultury
  - Piotr Legutko, polski dziennikarz
  - Alecia McKenzie, jamajska pisarka i dziennikarka
  - Magdalena Michalak, polska dziennikarka
  - Bogdan Musiał, polski i niemiecki historyk
  - Jacek Sobala, polski aktor, dziennikarz radiowy i telewizyjny
  - Małgorzata Strękowska-Zaremba, polska pisarka
  - Daniel Wyszogrodzki, polski tłumacz i autor
  - Maciej Zakrocki, polski dziennikarz, reżyser i scenarzysta

## Zdarzenia astronomiczne
- 13 marca – zaćmienie Księżyca
- 5 września – zaćmienie Księżyca

## Nagrody Nobla
- z fizyki – Donald Arthur Glaser
- z chemii – Willard Frank Libby
- z medycyny – sir Frank Burnet, Peter Medawar
- z literatury – Saint-John Perse
- nagroda pokojowa – Albert Luthuli

## Święta ruchome
- Tłusty czwartek: 25 lutego
- Ostatki: 1 marca
- Popielec: 2 marca
- Niedziela Palmowa: 10 kwietnia
- Pamiątka śmierci Jezusa Chrystusa: 10 kwietnia
- Wielki Czwartek: 14 kwietnia
- Wielki Piątek: 15 kwietnia
- Wielka Sobota: 16 kwietnia
- Wielkanoc: 17 kwietnia
- Poniedziałek Wielkanocny: 18 kwietnia
- Wniebowstąpienie Pańskie: 26 maja
- Zesłanie Ducha Świętego: 5 czerwca
- Boże Ciało: 16 czerwca